# Cathédrale Saint-Tugdual de Tréguier
Vous lisez un « bon article » labellisé en 2019.
La cathédrale Saint-Tugdual de Tréguier est un édifice religieux situé à Tréguier, dans le département des Côtes-d'Armor en France. Elle était la cathédrale de l'ancien évêché de Tréguier, l'un des neuf évêchés de la Bretagne historique jusqu'en 1790. Elle est aujourd'hui le siège de la paroisse Saint-Yves de Tréguier. Lieu de sépulture de saint Yves, elle est un sanctuaire où l'on vient en pèlerinage, notamment autour du 19 mai à l'occasion de la fête de saint Yves, où a lieu un grand pardon. Elle est une des sept cathédrales étapes du Tro Breiz.
Construit en style gothique du XIIIe au XVe siècle, le bâtiment comporte cependant une partie romane, la tour de Hastings, conservée de la cathédrale romane antérieure. Les phases de construction du XIVe siècle en font un édifice majeur de l'architecture bretonne, qui a servi de laboratoire aux formes du gothique breton aux côtés d'autres églises comme la collégiale Notre-Dame de Lamballe ou la basilique Notre-Dame-de-Bon-Secours de Guingamp.
Les éléments architecturaux les plus marquants en sont les trois tours qui s'élèvent au-dessus du transept, tandis que la façade n'en comporte aucune, les trois portails hors-œuvre, et la localisation du plus grand clocher avec sa flèche à l'extrémité méridionale du transept, qui donnent à la cathédrale une silhouette peu commune.
Elle abrite de nombreux objets mobiliers importants, parmi lesquels le tombeau du duc Jean V de Bretagne, celui élevé à saint Yves en 1890, un orgue dont le buffet date du XVIIe siècle et provient de l'abbaye de Bégard, diverses sculptures et statues, ainsi qu'un ensemble de stalles sculptées au début du XVIe siècle. Sous les galeries du cloître se trouvent d'autres tombeaux, notamment des plaques funéraires provenant de divers édifices de la région.
L'édifice est classé monument historique par la liste de 1840, et élevé au rang de basilique mineure par le pape Pie XII, le 28 février 1947, à l'occasion du sixième centenaire de la canonisation de saint Yves.

## Histoire

### Avant la cathédrale gothique

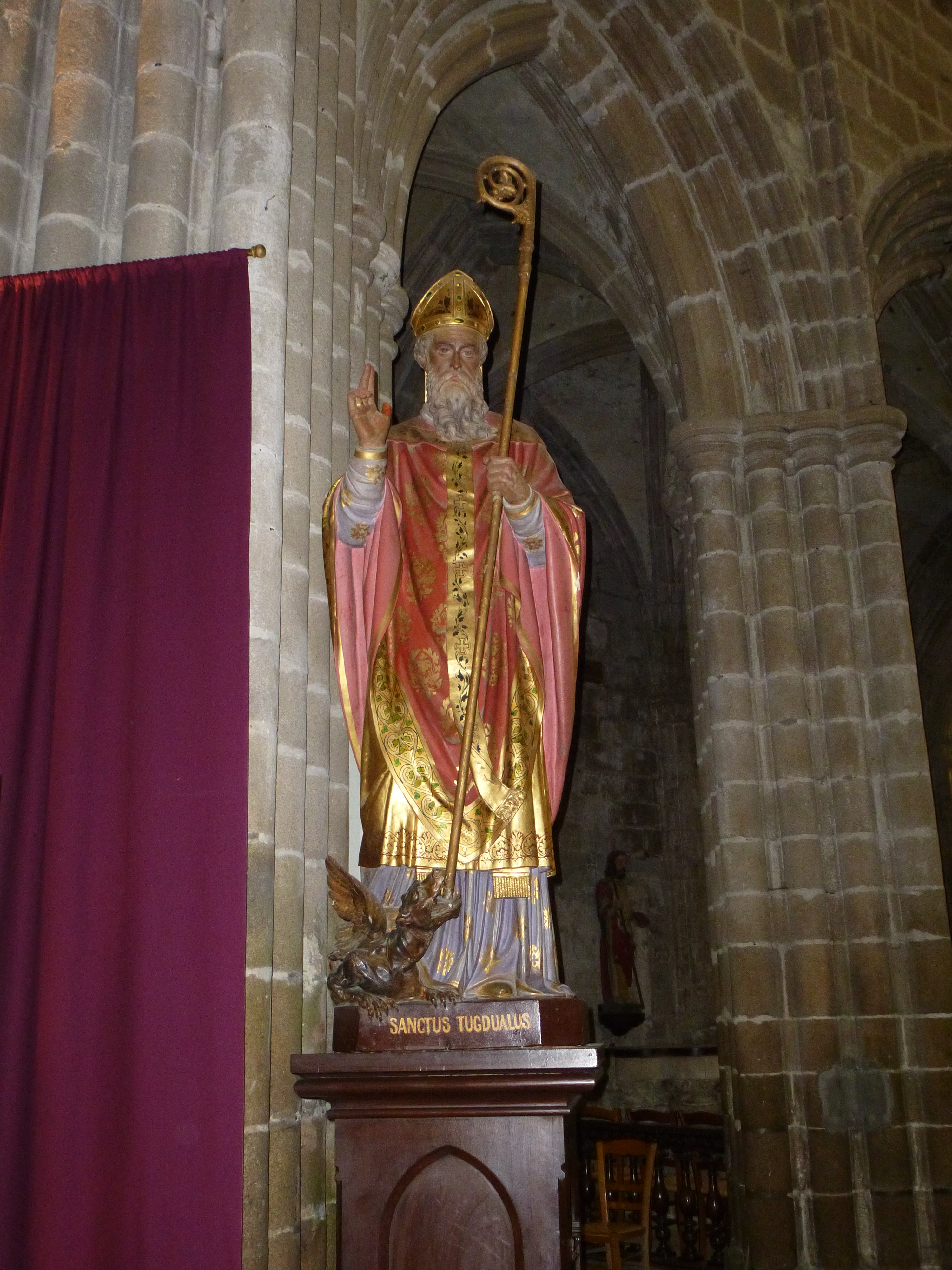
Tugdual de Tréguier, statue de la cathédrale.

D'après les sources traditionnelles, un moine gallois nommé Tugdual fonde un monastère à Tréguier au VIe siècle. On y institue un siège épiscopal au milieu du IXe siècle : l'abbatiale devient alors cathédrale. Elle est ruinée par les Normands, puis rebâtie vers 970 par l'évêque Gratias[réf. souhaitée]. Aujourd'hui il ne reste rien de cet ancien édifice.
Au XIIe siècle, on reconstruit la cathédrale, cette fois dans le style roman. Il ne subsiste de cette époque qu'un clocher, appelé Tour de Hastings, à l'extrémité du bras nord du transept. Cette tour Hàsteinn, devenu tour Hastings, probablement après 1066, fut surélevée d'un étage, avec adjonction d'un escalier à vis externe. L'ouverture sur le transept, par l'adjonction d'une colonne circulaire supportant une double arcature, relève d'un roman tardif. La sculpture des chapiteaux, en méplat, se confond avec des réalisations antérieures, mais dans un esprit néoceltique.
L'implantation et les dimensions de cette tour indiquent que la cathédrale romane était probablement déjà imposante, avec un transept particulièrement important, sur le même modèle de la cathédrale de Saint-Pol-de-Léon ou la basilique Notre-Dame-de-Bon-Secours de Guingamp ; des traces de deux solins sur les murs de la tour indiquent que le transept roman devait probablement atteindre la hauteur du triforium actuel. Ces deux solins indiquent clairement deux phases romanes, passant d'un angle de couverture de 120 degrés, à 45 degrés. La conservation de cette partie ancienne de l'édifice s'explique sans doute par le fait que c'est là que se trouvait le tombeau d'Yves de Tréguier, très vénéré des fidèles. Ce prélat, official du diocèse, lance une campagne de travaux sur le bâtiment autour de 1291, peut-être une restauration du bâtiment roman ; il pourrait s'agir d'une réfection d'une partie de la toiture.

### La construction de l'édifice gothique
Après la mort d'Yves, un culte se développe rapidement sur sa tombe. Cela a deux conséquences : les pèlerins qui affluent auprès des reliques du saint drainent de nouveaux moyens financiers, mais leur nombre rend l'ancienne cathédrale romane trop étroite. Il faut donc construire une église plus grande. Peut-être est-ce Geoffroy Tournemine, évêque de 1296 à 1317, qui projette le premier ces travaux ; cependant, d'après la plupart des historiens qui suivent en cela René Couffon, les travaux ne commencent réellement qu'en 1339 sous l'impulsion de l'évêque Richard du Perrier, par les parties basses de la nef. Après une interruption d'une durée indéterminée, peut-être due à la guerre de Succession de Bretagne, les travaux reprennent dans le bas-côté nord, puis dans le bas-côté sud. Les parties hautes de la nef sont construites d'une traite lors de cette deuxième phase du chantier.

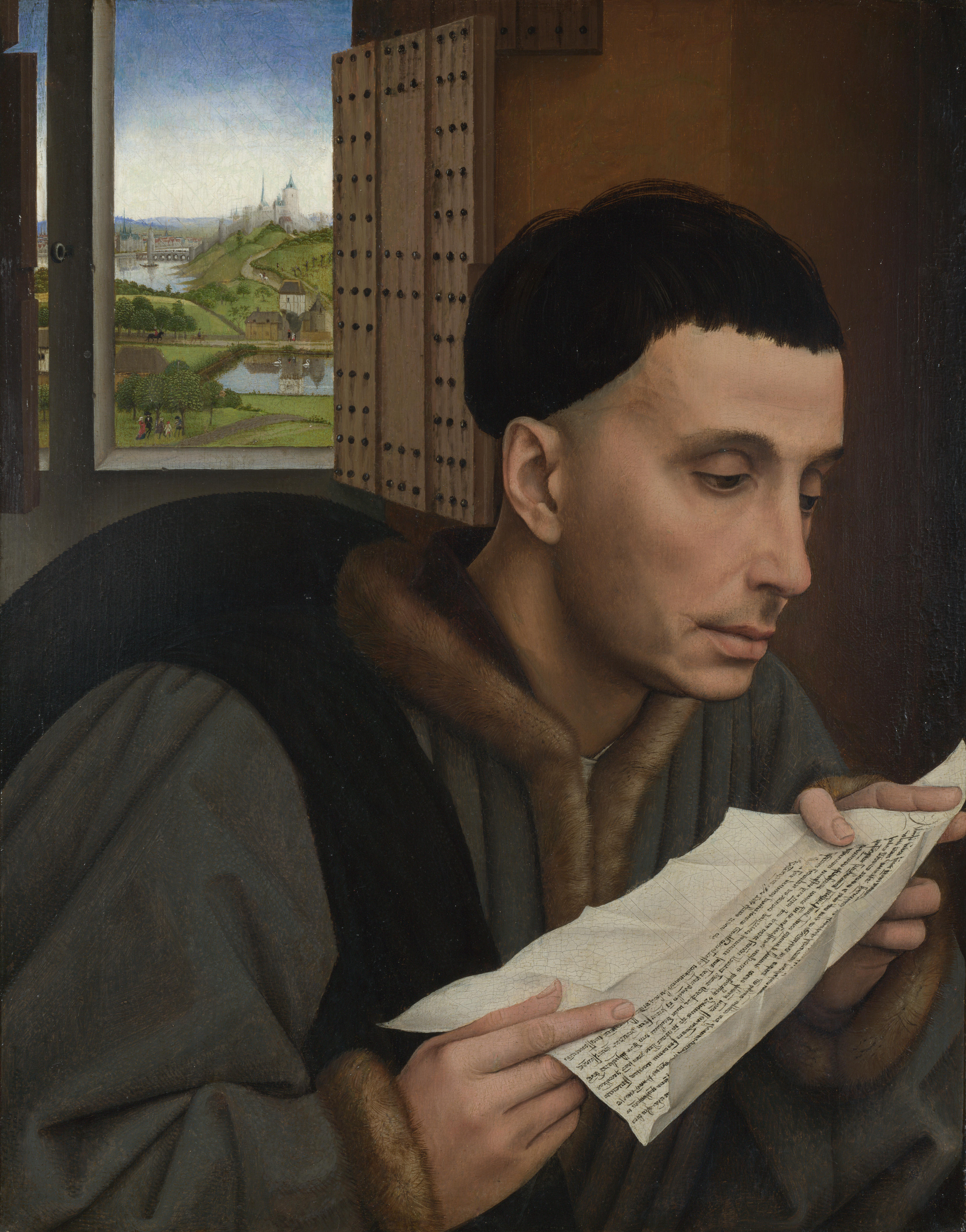
Saint Yves peint par Rogier van der Weyden vers 1450.

L'historien de l'architecture Yves Gallet est en désaccord avec cette lecture traditionnelle, principalement parce que la nef est d'une architecture trop hétérogène pour avoir été entièrement bâtie en moins d'une vingtaine d'années (ce qui serait le cas si elle avait été entreprise en 1339, et le chevet, mis en chantier vers 1360). Il propose, pour les travaux, la progression suivante. La construction démarre à la façade occidentale et se fait en plusieurs temps : d'abord le mur extérieur des bas-côtés dans les deux premières travées ainsi que la tourelle d'escalier située à l'angle sud-ouest. On commence également la construction de la troisième travée. Une deuxième phase voit la construction du porche de la façade, l'achèvement de la troisième travée et du haut du mur des bas-côtés et la mise en place des culées des arcs-boutants. Ces phases de construction pourraient remonter aussi haut que le troisième quart du XIIIe siècle, ce qui expliquerait les similitudes des chapiteaux de la façade avec ceux de l'abbaye de Beauport. L'étape suivante voit la construction des travées orientales du mur extérieur du bas-côté nord ; puis une autre amène l'établissement des piles occidentales des deux travées occidentales de la nef, en commençant par l'extrémité ouest ; cette étape peut être datée des années 1280–1300 par comparaison avec l'église Notre-Dame de Guingamp. En parallèle, il est possible qu'un projet de construction de façade en calcaire ait été avorté. Lors d'une cinquième étape de chantier, les piles de la troisième travée sont implantées, puis on achève le mur extérieur du bas-côté sud, avec un nouveau système de supports : un faisceau de trois colonnettes monte depuis le sol, coiffé de chapiteaux à crochets à feuillage qui reçoivent les ogives. On construit ensuite la cinquième pile du côté sud du vaisseau central, dont les pans accueillent des peintures aujourd'hui perdues.
Ce n'est qu'ensuite, lors d'une septième phase, que les dernières piles du vaisseau central sont implantées, avec les grandes arcades des travées orientales. On peut dès lors voûter l'ensemble des bas-côtés. Suit la construction du triforium, très disparate donc sans doute à son tour construit en plusieurs étapes, puis celle du clair-étage et des voûtes du vaisseau central, plus homogène. Les travaux du clair-étage pourraient correspondre à l'année 1339 mentionnée dans les sources textuelles comme le départ d'une nouvelle campagne de construction : stylistiquement, le remplage des baies se rapproche de ceux de la collégiale de Lamballe, construite sous Charles de Blois. C'est également à cette phase de travaux qu'on peut rattacher le chantier du grand porche situé au sud de la nef, appelé « Porche du Peuple ». Cette campagne correspond probablement à la préparation de la canonisation d'Yves Hélory de Kermartin en 1347 et à la translation de son corps : on donne un nouvel éclat architectural au bâtiment abritant les reliques du saint.
Les historiens s'accordent en revanche sur le fait qu'après une interruption, les travaux reprennent au chevet, à une date inconnue située entre 1360 et 1380. Cette datation peut se déduire de la présence des armoiries de l'évêque Pierre Morel sur les clés de voûte à la fois de la deuxième travée nord et sud du déambulatoire et du vaisseau central. Le projet est particulièrement ambitieux : le maître d'œuvre choisit de bâtir un chevet à déambulatoire, ce qui implique de lourds travaux de terrassement du terrain en pente. En Bretagne, les seules constructions d'ampleur comparable sont les chevets des cathédrales de Quimper et de Saint-Pol-de-Léon.
Enfin, une dernière étape permet la jonction entre le chevet et la nef : la construction du transept. Cette phase de construction a duré tout le premier tiers du XVe siècle, et a bénéficié du mécénat du duc Jean V de Montfort. La construction de la flèche de la Tour des Cloches est en cours en 1432. Les travaux sont sans doute achevés sous l'évêque Jean de Plouec, qui commande alors le vitrail de la grande baie du transept sud, fait refaire le dallage et reconstruit l'autel majeur.
Le duc Jean V de Bretagne se fait ensuite construire une chapelle funéraire le long du collatéral nord, tout près du transept. L'acte de fondation de la chapelle porte la date du 7 octobre 1420. Le duc y est enterré en 1451. Les travaux de la chapelle sont sans doute achevés par l'évêque Jean de Plouec, évêque de 1442 à 1453. Jean V désirait probablement être enterré auprès du tombeau de saint Yves, situé dans le bas-côté nord de la nef. Plus tard, en 1469, les clés de voûtes de la chapelle sont repeintes aux armes du duc François II de Bretagne et de sa femme Marguerite. Enfin, Jean de Plouec commande la décoration murale du chevet et les vitraux de la façade sud du transept.
Le chantier s'achève par la construction du cloître dont les travaux sont attestés en 1457. Il est béni le 25 septembre 1468. Les travaux avaient été lancés par Jean de Plouec et sont achevés sous l'épiscopat de Christophe du Châtel, qui fait mettre ses armes à l'entrée. Ils ont probablement été réalisés par les maîtres d'œuvre Pierre Le Tirant et Rolland Le Besque.
On dispose enfin de diverses mentions de travaux ponctuels : les vitres sont posées aux fenêtres de la librairie, c'est-à-dire de la bibliothèque, en 1466 ; en 1470, on procède à des réparations au porche de la tour des cloches, au sud, où intervient le sculpteur Hervé Ploegolm.

### Après l'époque gothique
Après la fin du Moyen Âge, il y a peu de travaux d'ampleur à la cathédrale de Tréguier : le jubé est démoli au XVIIe siècle ; entre 1785 et 1787, on reconstruit la flèche de la tour des cloches.

#### La liturgie de la cathédrale à l'époque moderne

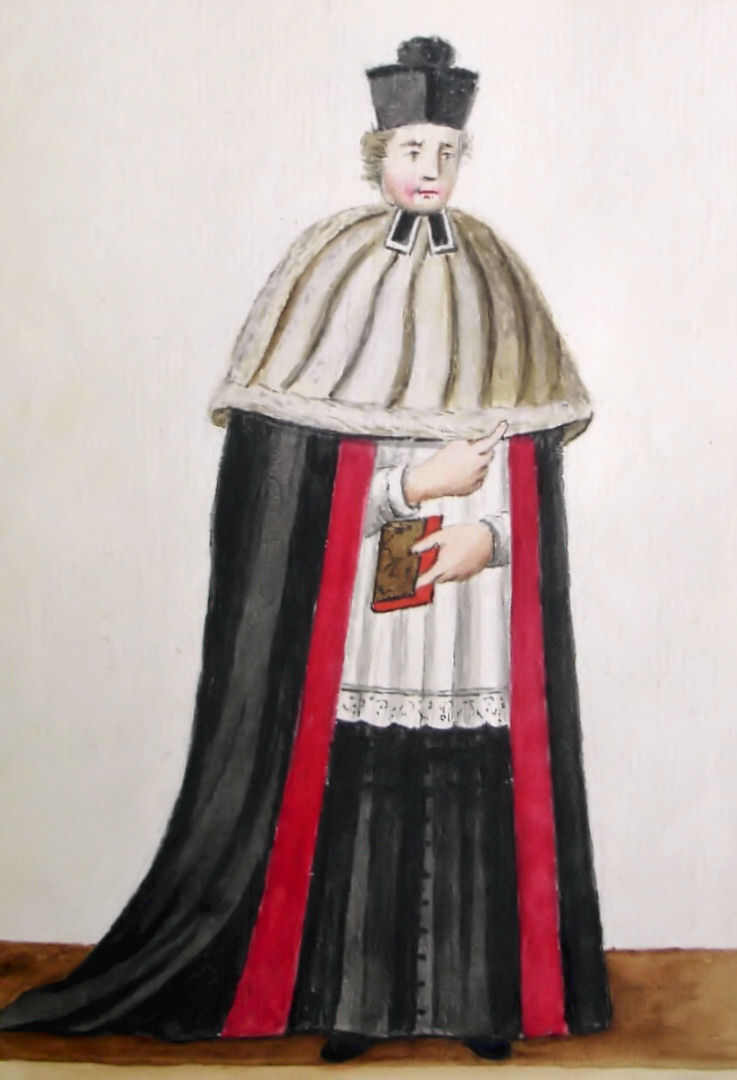
Un chanoine en tenue de chœur hivernale, début XIXe siècle.

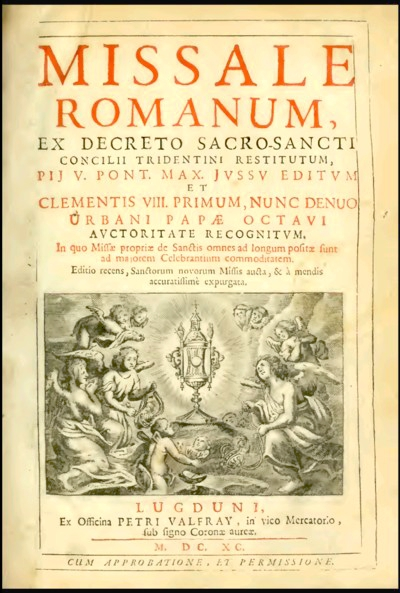
Missel romain du concile de Trente.

La cathédrale est cependant le théâtre d'un certain nombre d'évolutions et de transformation, notamment en ce qui concerne la liturgie qui y est célébrée. Comme toutes les cathédrales, celle de Tréguier était desservie par un chapitre de chanoines. Ces religieux ont, entre autres responsabilités, la charge de la célébration continue du culte public rendu à Dieu : cela se manifeste par la célébration des huit offices canoniaux, auxquels s'ajoute la messe capitulaire. En outre, la cathédrale servait aussi d'église paroissiale pour les trois paroisses de la ville, qui ne disposaient pas de leur propre édifice.
Il faut également y ajouter les messes des chapellenies, en particulier celles de la chapelle du duc Jean V, les diverses messes anniversaires et autres offices de fondation, et même les Te Deum solennels ordonnés par le roi. Cela conduit l'édifice à accueillir une moyenne de vingt-sept offices ou messes par jour vers la fin du XVIIe siècle, ce qui impliquait nécessairement des célébrations simultanées, source inévitable de désordres : perte des vases sacrés ou des ornements, oubli de lavage du linge d'autel, sonneries de cloches plus ou moins intempestives qui provoquent l'agacement des habitants du quartier...
Les évêques et chanoines du XVIIIe siècle cherchent donc à limiter les perturbations, notamment en consolidant la grille horaire de l'office canonial et en réduisant le nombre de messes anniversaires et autres offices de fondation. Des mesures sont prises contre les célébrations simultanées dès 1608, mais il faut attendre 1764 pour que la pratique cesse définitivement. En parallèle, le chapitre essaie d'obtenir un relatif silence et de limiter les déplacements intempestifs qui perturbent le bon déroulement des célébrations, tout en obtenant la ponctualité et l'assiduité du clergé - ce qui se révèle très difficile à réaliser avant les années 1720. En parallèle, la distance entre le clergé et les laïcs est affirmée, ce qui conduit à exclure ceux-ci des stalles où ils venaient parfois s'installer : là encore, il s'agit d'un travail de longue haleine. Une fois les laïcs relégués dans la nef, on veille encore à leur bonne tenue en déléguant à certains clercs des missions de surveillance.
Les usages locaux étaient assez mineurs dès la fin du Moyen Âge, probablement parce que les diocèses bretons étaient particulièrement liés à Rome : comme ils n'étaient pas soumis à la Pragmatique Sanction de Bourges, le roi de France n'avait pas de rôle dans les nominations épiscopales. En outre, les particularités qui pouvaient subsister au XVIe siècle sont mises à mal par les guerres de la Ligue, lors desquelles la cathédrale fait l'objet de pillages qui entraînent la perte de nombre de livres liturgiques. C'est pourquoi, au début du XVIIe siècle, la liturgie de la cathédrale est particulièrement désordonnée, chacun faisant à son idée.
Suivant les demandes du concile de Trente, l'évêque Gui Champion de Cicé demande aux chanoines, le 14 août 1620, d'adopter le cérémonial romain tel qu'il a été codifié. Il est alors en conflit avec eux et le terrain de la liturgie devient celui où s'exprime ces tensions. Le chapitre n'accepte de célébrer l'office suivant les prescriptions romaines qu'en 1626. À partir de cette date, le chapitre est fidèle aux usages romains jusqu'à la Révolution française. Contrairement à ce qui se passe dans de nombreux autres diocèses, la cathédrale de Tréguier ne reçoit aucun des livres liturgiques néo-gallicans ou jansénistes qui sont composés dans la seconde moitié du XVIIe siècle et au XVIIIe siècle, y compris ceux du diocèse de Paris qui ont pourtant eu un grand succès.
La liturgie n'est pourtant pas immuable : entre le milieu du XVe siècle et la Révolution française, de nombreuses fêtes religieuses qui étaient chômées cessent de l'être, passant de 66 en 1437 à 21 en 1770. Quelques fêtes apparaissent cependant, notamment, en 1770, celle du Sacré-Cœur et l'octave de l'Assomption. Cette adoption qui porte à six le nombre de fêtes mariales chômées, contre quatre dans d'autres lieux, donne une connotation mariale plus accentuée à la liturgie de la cathédrale. En outre, alors que le sanctoral de la cathédrale comprenait historiquement peu de saints bretons, l'évêque de l'époque en introduit plusieurs nouveaux, aux côtés des saints récemment canonisés à Rome : Paul Aurélien, Samson, Brieuc, Corentin, Judicaël…
La cathédrale de Tréguier dispose d'une psallette, un petit chœur d'une demi-douzaine de garçons recrutés dès avant l'âge de huit ans, qui vivent et étudient à proximité de la cathédrale sous la direction d'un maître de psallette. Cette formation, quoique austère, permet de bénéficier d'avantages matériels et éducatifs importants, et les candidats sont donc nombreux ; cependant, la psallette est souvent déficitaire et les enfants de chœur sont à la merci des mauvais traitements de leur responsable. La psallette est l'objet de l'attention du chapitre, qui fait preuve d'une exigence croissante à la fois dans le domaine musical et liturgique et sur le plan de la discipline.
Les offices, en particulier les messes, sont chantés à plusieurs voix, et la cathédrale emploie des solistes qui tiennent les parties de haute-contre, basse-contre et haute-taille. À partir de 1685, sous l'influence de l'Italie, un quatrième soliste est recruté pour la voix de basse-taille. À partir cette date, on ajoute également à l'orgue, au serpent et au cornet, qui avaient pour principale fonction de soutenir le chant, d'autres instruments : d'abord une basse continue, puis un violon et une viole en 1731. En outre, le chapitre se préoccupe de la qualité de la musique liturgique pratiquée par le chœur, notamment en veillant à la qualité de ses membres et en priant ceux dont les aptitudes laissent à désirer de se taire ; en cherchant à imposer une psalmodie claire et chantée avec ensemble ; en imposant à tous la présence aux offices, afin de garantir un effectif suffisant. Toutes ces mesures coûtent fort cher, et cet aspect financier est un souci récurrent pour le chapitre. Enfin, l'orgue fait la fierté de la cathédrale. L'instrument médiéval, délabré, est remplacé en 1632. Il bénéficie d'un entretien régulier, effectué par des facteurs d'orgues de Morlaix.

#### Depuis la Révolution française
Pendant la Révolution française, la cathédrale est transformée en Temple de la Raison, et saccagée par le bataillon d'Étampes en mai 1794. Le tombeau de saint Yves construit aux frais du duc de Bretagne est détruit. Les reliques en avaient été extraites par précaution l'année précédente et enfouies dans un caveau de l'édifice.
Rendu au culte en 1801, l'édifice a cependant perdu son rôle de cathédrale dans l'intervalle : la carte des diocèses est remodelée pour correspondre à celle des nouveaux départements, et Tréguier appartient désormais au diocèse de Saint-Brieuc. Les reliques de saint Yves sont exhumées et authentifiées en 1801. En 1820, Hyacinthe-Louis de Quélen, coadjuteur de l'archevêque de Paris et propriétaire du manoir de Kermartin, offre une châsse en bronze doré, tandis qu'un sarcophage de terre cuite, commandé par l'abbé François Tresvaux, vient remplacer le monument en pierre.
La cathédrale fait partie de la première liste des monuments historiques de 1840, émise par Prosper Mérimée. Un vicaire général y est établi, et, en 1865, le curé de Tréguier reçoit le titre d'archiprêtre, comme celui de la cathédrale de Saint-Brieuc et celui de Saint-Sauveur de Dinan. En 1890, Tréguier devient le siège de l'un des deux archidiaconés établis par Fillières, l'autre étant fixé à Saint-Brieuc.

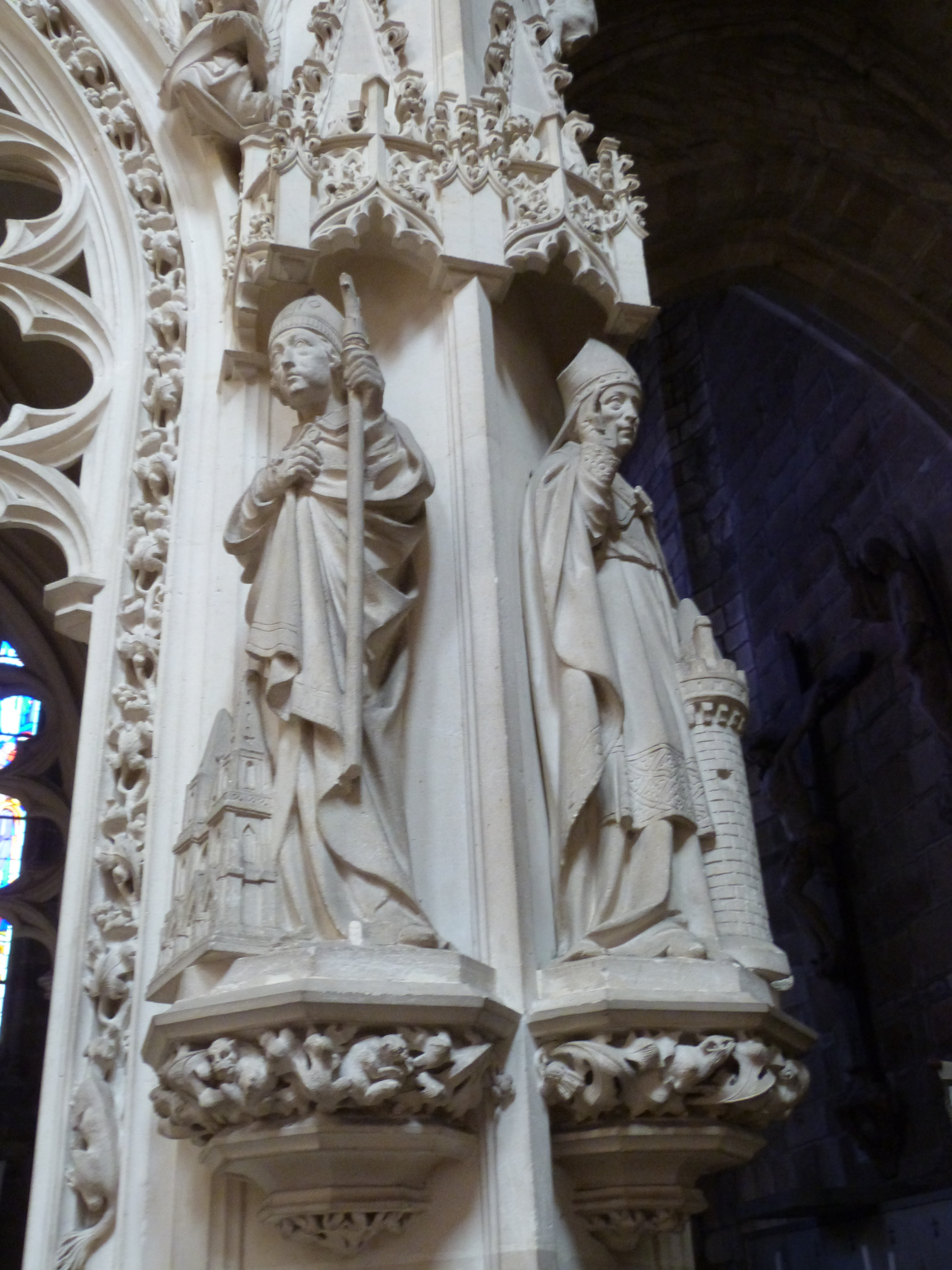
Statues de saints bretons sur le tombeau de saint Yves.

Un projet de reconstruction du tombeau de saint Yves se développe à partir de la fin des années 1870. Cependant, il ne se concrétise qu'à partir de 1882, lorsqu'Eugène Bouché, d'origine locale, est nommé évêque de Saint-Brieuc et Tréguier. Venu prendre possession de son second siège épiscopal le jour du grand pardon de la Saint-Yves, le 19 mai 1883, il annonce le lancement de la reconstruction du tombeau, sur le lieu où se trouvait celui construit par Jean V. Un comité est constitué en janvier 1885, comprenant l'historien Arthur de La Borderie, le député Vincent Audren de Kerdrel, divers notables locaux, ainsi que l'architecte Désiré Devrez, chargé de la construction en tant qu'architecte du département. La conception du tombeau s'appuie considérablement sur les recherches effectuées par Arthur de La Borderie, ainsi que sur les modifications que l'évêque y fait apporter.
L'évêque bénit la première pierre le 19 mai 1886. Le sculpteur breton Jean-Marie Valentin réalise la sculpture du gisant. On prévoit l'inauguration du monument pour le 6 septembre 1888, avec un congrès des sociétés savantes bretonnes dans les jours précédents pour donner plus d'importance à l'événement, et l'évêque commande la composition d'une cantate sur un air breton traditionnel au poète Joseph Rousse. Le décès imprévu d'Eugène Bouché le 4 juin 1888 retarde les célébrations ; il faut attendre la nomination de Pierre Fallières pour qu'elles puissent finalement se tenir les 7, 8 et 9 septembre 1890.
La flèche de la fin du XVIIIe siècle est endommagée lors des tempêtes de décembre 1999, alors qu'elle était en cours de restauration.

### La cathédrale aujourd'hui
La cathédrale est un lieu de culte catholique. En 2019, elle appartient à la communauté pastorale Saint-Tugdual, qui inclut les paroisses de Notre-Dame de Penvénan, Saint-Maudez-de-la-Presqu'Île, Sainte-Catherine de La Roche-Derrien et Saint-Yves de Tréguier. Cette dernière, dont le siège est à la cathédrale Saint-Tugdual de Tréguier, comprend également les relais de Minihy-Tréguier, Langoat, Plouguiel et Plougrescant. La messe y est célébrée un dimanche matin sur deux, ainsi que certains jours de semaine, précédée de la prière du chapelet et suivie de confessions le jeudi. On y pratique également l'adoration du Saint-Sacrement trois fois par semaine.
La paroisse dispose à Tréguier de deux chorales, dont un chœur d'enfants appelée la Psallette comme avant la Révolution française, sous la direction de Gildas Pungier.
Le chœur de la cathédrale est réaménagé au printemps 2019 : un nouveau mobilier liturgique (autel, ambon, siège de présidence) est installé sur une nouvelle estrade plus proche de l'entrée de la cathédrale afin d'être plus visible.

#### Le pardon de la Saint-Yves
Tous les ans, à l'occasion de la Fête de la Saint-Yves, autour du 19 mai, la cathédrale est le point de départ du pardon de la Saint-Yves : à l'issue de la messe, célébrée dans l'édifice par un prélat, a lieu une procession qui va jusqu'à l'église de Minihy-Tréguier, en souvenir de l'archidiacre du diocèse vénéré comme saint. L'événement peut rassembler jusqu'à plusieurs milliers de fidèles, notamment des avocats dont saint Yves est le saint patron et des marins dont il est l'un des protecteurs,.
La cathédrale abrite également, à la fin du moins d'octobre, un « petit pardon de saint Yves », d'ampleur moins importante que celui du mois de mai. Un troisième pardon, au début de décembre, célèbre le saint fondateur, saint Tugdual.

## Description
En forme de croix latine bien orientée, l'édifice comprend à l'ouest une nef à trois vaisseaux, à l'est un chœur entouré d'un déambulatoire sur lequel donnent onze chapelles rayonnantes. Le transept est bien marqué, et se compose d'un bras ou croisillon nord qui soutient une tour romane appelée tour de Hastings, et un croisillon sud surmonté à son extrémité d'une tour gothique (dite « tour aux cloches ») se terminant par une flèche ajourée haute de 60 mètres.

Plan de la cathédrale de Tréguier.

### La façade

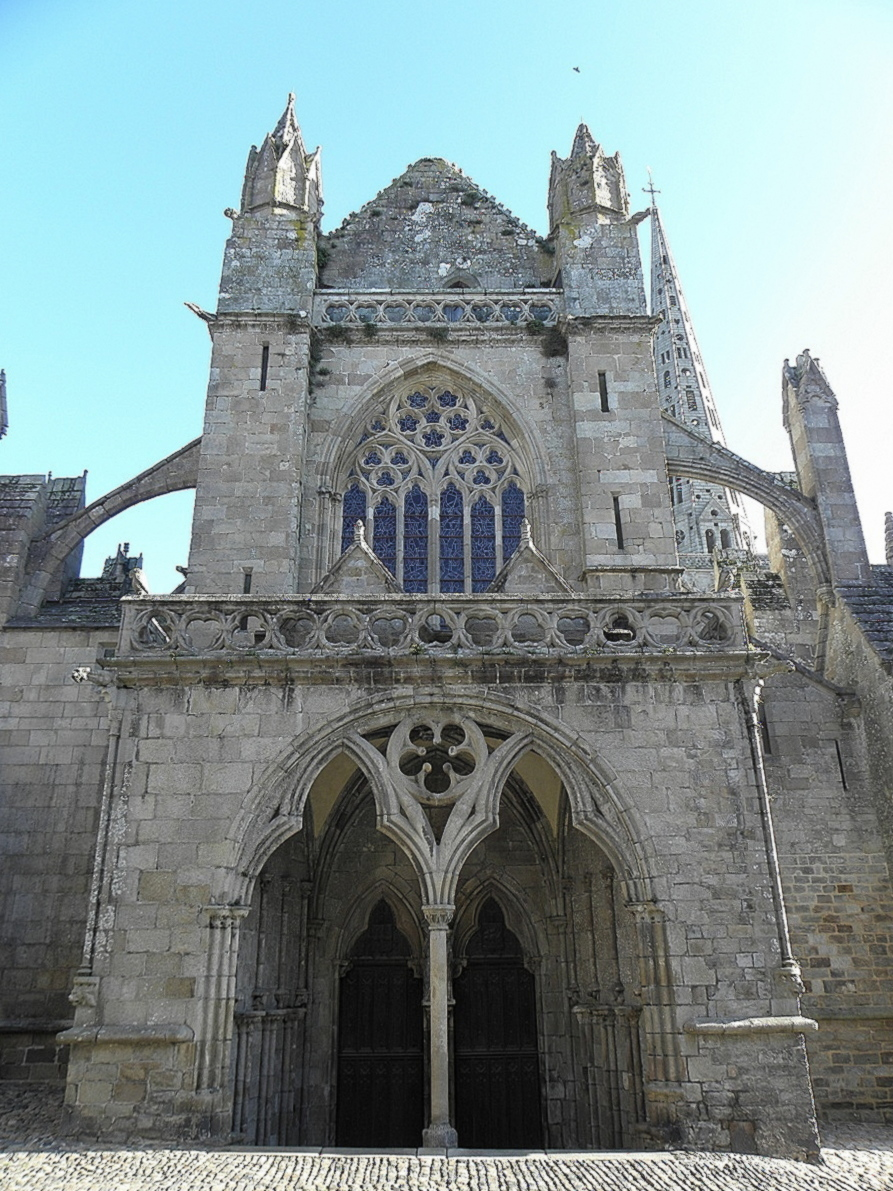
Façade de la cathédrale de Tréguier.

La façade de la cathédrale de Tréguier est caractérisée par sa simplicité : un simple mur pignon ferme les trois vaisseaux. Un porche central abrite le portail occidental de la cathédrale. Au sud de ce porche, une tourelle de plan carré donne accès à des escaliers et couloirs qui desservent les niveaux supérieurs ; en guise de pendant à cette tourelle, un gros contrefort, côté nord, est surmonté d'un culée massive et d'un pinacle. Au-dessus du porche, une grande baie de style rayonnant éclaire la nef centrale. Des tourelles d'escalier de plan carré, surmontées chacune d'un lanternon, flanquent le mur-pignon.
Le porche monumental, très profond, est composé de deux murs latéraux portant une voûte à croisée d'ogives. L'accès au porche se fait par une baie en plein cintre divisée par un remplage monumental, qui sépare l'entrée en deux. Au milieu, une colonnette en délit. Ce remplage est composé de deux trilobes très étirés en hauteur ; un oculus polylobé occupe l'écoinçon. L'ensemble est couronné par un garde-corps. Un jeu de colonnettes à chapiteaux anime les murs latéraux du porche ; elles portaient initialement des statues, trois de chaque côté. Ce porche abrite un portail composé également de deux portes à arcatures trilobées, séparées par un trumeau. À l'avant de celui-ci, une colonne porte une statue en ronde-bosse, couronnée par un dais engagé dans le tympan.

### La nef

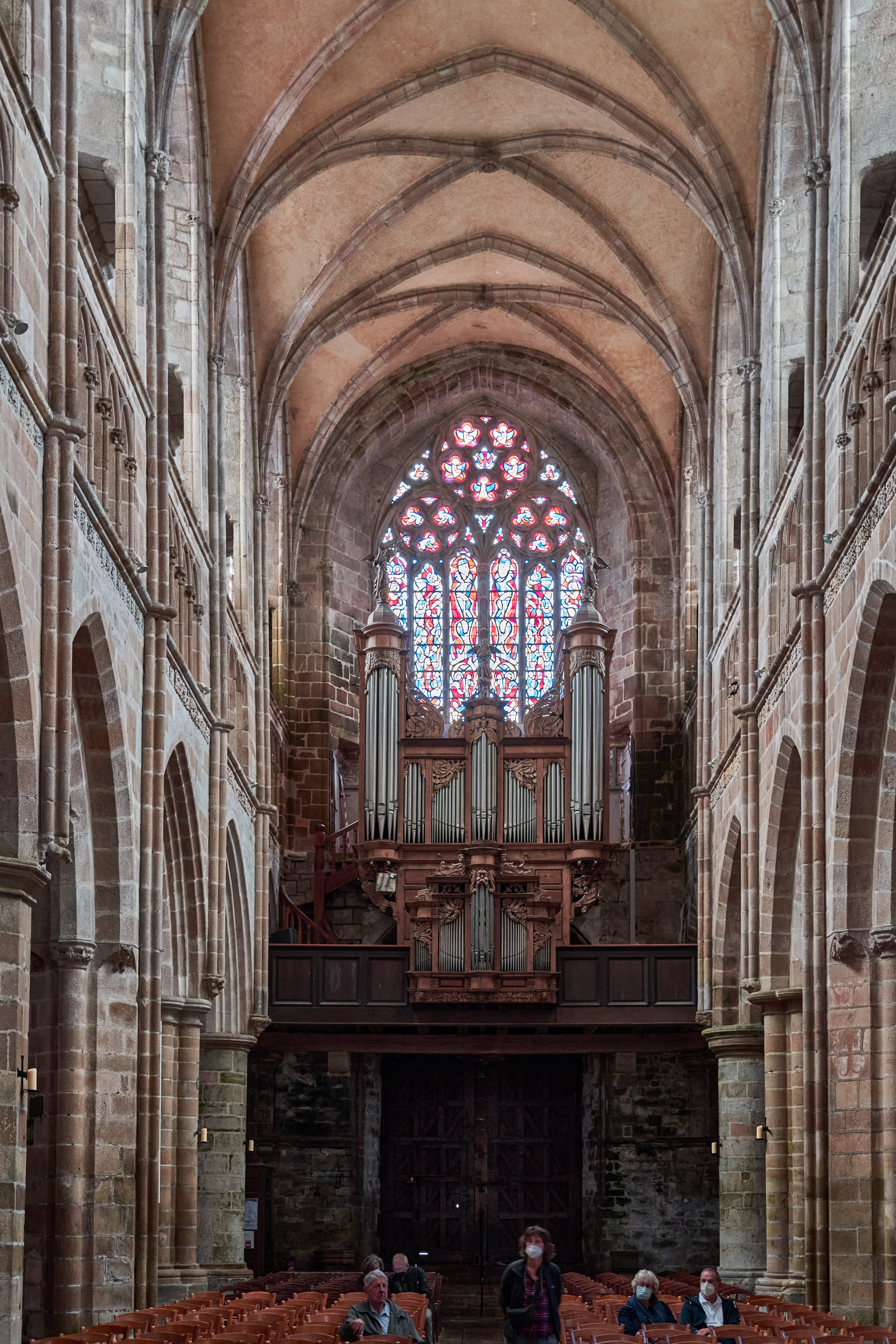
Nef de la cathédrale de Tréguier.

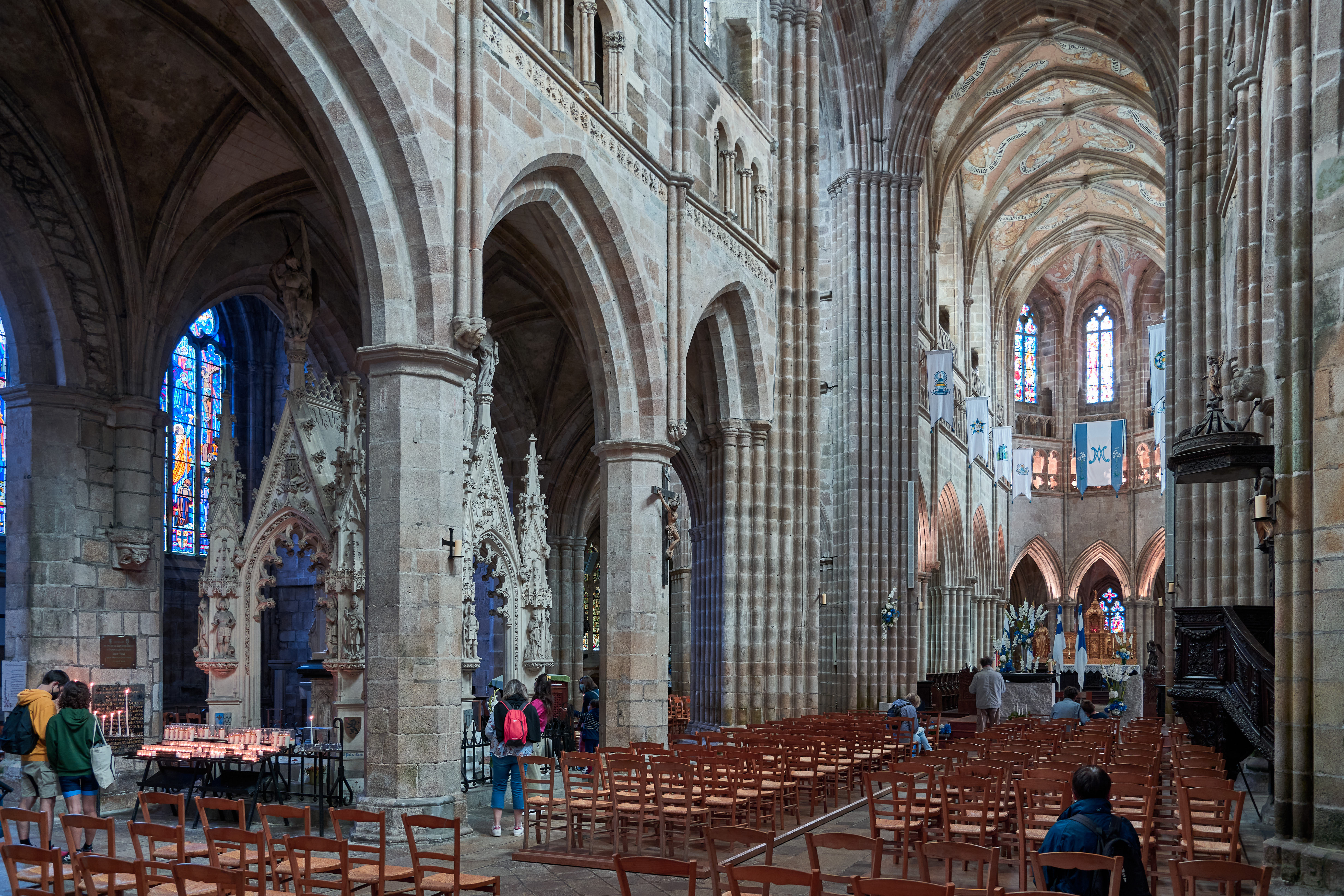
Nef de la cathédrale de Tréguier avec la frise sculptée en tuffeau qui court sous le triforium.

La nef de la cathédrale de Tréguier se présente, de l'extérieur, comme une élévation à deux niveaux : les bas-côtés, avec leur série de fenêtres, et les fenêtres hautes de la nef proprement dite, soutenue par les arcs-boutants. Elle est marquée par une grande sobriété et une forte horizontalité, soulignée par les balustrades ajourées de trilobes qui couronnent chacun des deux niveaux. Les seules lignes verticales sont celles des arcs-boutants et des remplages des fenêtres. Longue de sept travées, la nef comporte à l'intérieur trois niveaux d'élévation : des arcades peu assorties les unes aux autres, un triforium portant une frise normande ornée de feuillages et de petits personnages, puis des fenêtres hautes dans un mur dédoublé offrant un passage mural. Ce type de fenêtres hautes se retrouve à la cathédrale de Saint-Paul-de-Léon ou à Quimper. Une voûte d'ogives couvre l'ensemble.
On peut distinguer les différentes phases de construction : la première période de chantier, donc le mur des deux premières travées des bas-côtés et la tour d'escalier à l'angle sud-ouest, sont bâtis dans un petit appareil régulier de tuf ou de schiste gris-vert ; les encadrements des baies sont en calcaire, une pierre importée. La deuxième phase, c'est-à-dire le porche de la façade, le reste de la troisième travée, les culées des arcs-boutants et le haut des murs des bas-côtés, sont faits d'un appareil un peu plus grand, en granite blond.
Dans les quatre premières travées du collatéral nord, les ogives sont reçues par une courte colonnette soutenue par un culot sculpté ou coudé, ce qui indique que le choix fait lors du début de la construction a été maintenu dans la suite ; la présence de la chapelle construite par le duc Jean V dans les travées suivantes empêche de déterminer si ce modèle a été poursuivi ensuite. Le choix du granite à la place du calcaire pour les colonnettes, ainsi que l'appareil devenu beaucoup moins régulier, en moellons mal équarris avec des joints irréguliers et épais, indique cependant que les travées no 3 et 4 n'ont pas été construites en même temps que les deux premières mais un peu plus tard.
À l'intérieur de la nef, les piles de la première travée sont rondes. Elles portent des arcades reçues au revers de la façade par des consoles à culots multiples, en forme de nids d'hirondelles, et dotés de chapiteaux à corbeille lisse avec tailloir circulaire. Les piles de la deuxième travée, en granite, sont presque quadrilobées : quatre colonnes engagées s'appuient sur un noyau circulaire presque invisible. Les piles de la troisième travée sont en revanche de forts supports octogonaux, portant une colonnette du côté du bas-côté et sur l'intrados des arcades, et un faisceau de trois colonnettes du côté du vaisseau central.
La cinquième pile du côté sud de la nef est conçue sur un plan octogonal inspiré de la troisième travée, mais plus simple : le rouleau interne de l'arcade pénètre dans le corps de la pile, au lieu de retomber sur une colonne engagée. Les pans sont largement chanfreinés. Du côté du bas-côté, un faisceau de trois colonnettes qui correspond au système de supports mis en place dans la deuxième partie du collatéral sud. Les cinq dernières piles du vaisseau central sont homogènes et prennent la forme d'un mince support octogonal.

#### Le «Porche du Peuple»

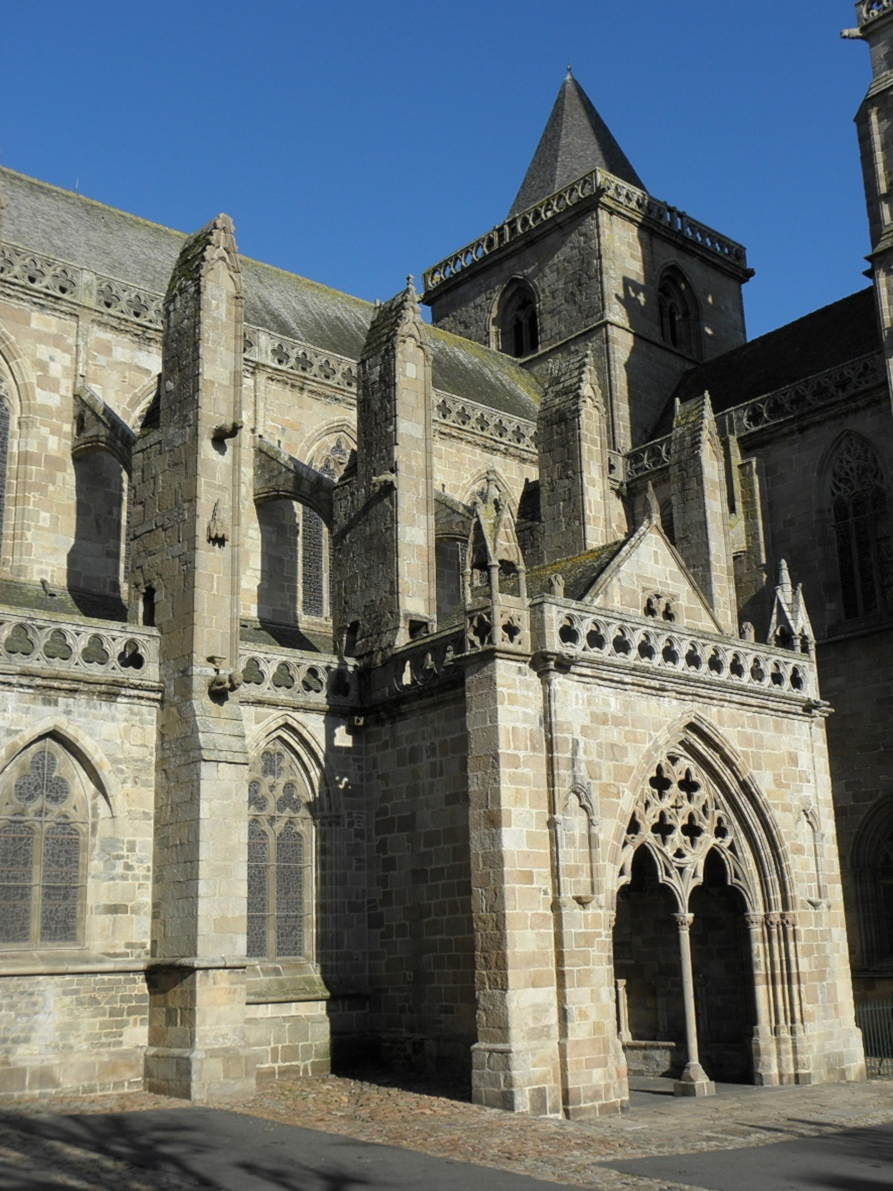
Le Porche du Peuple.

Au droit de la cinquième travée du bas-côté sud, on a ajouté un porche permettant d'entrer dans la nef de l'église. Il favorise l'accès à la tombe de saint Yves, située dans le bas-côté nord. Il est construit sur un plan trapézoïdal, ce qui permet d'ouvrir un porche de bonne taille à partir d'une travée plutôt étroite. Une galerie à claire-voie le couronne, précédant un pignon en retrait, d'après le modèle du porche de la façade. Au fond du porche, une double porte est encadrée par des piédroits dont les colonnettes s'élancent sur de hautes bases prismatiques et sont couronnées par des chapiteaux à feuillages tournants. Un collège apostolique sur deux niveaux, réparti en quinconce, est aujourd'hui rendu visible par des statues d'apôtres réalisées au XIXe siècle en kersantite.

#### La chapelle deJeanV

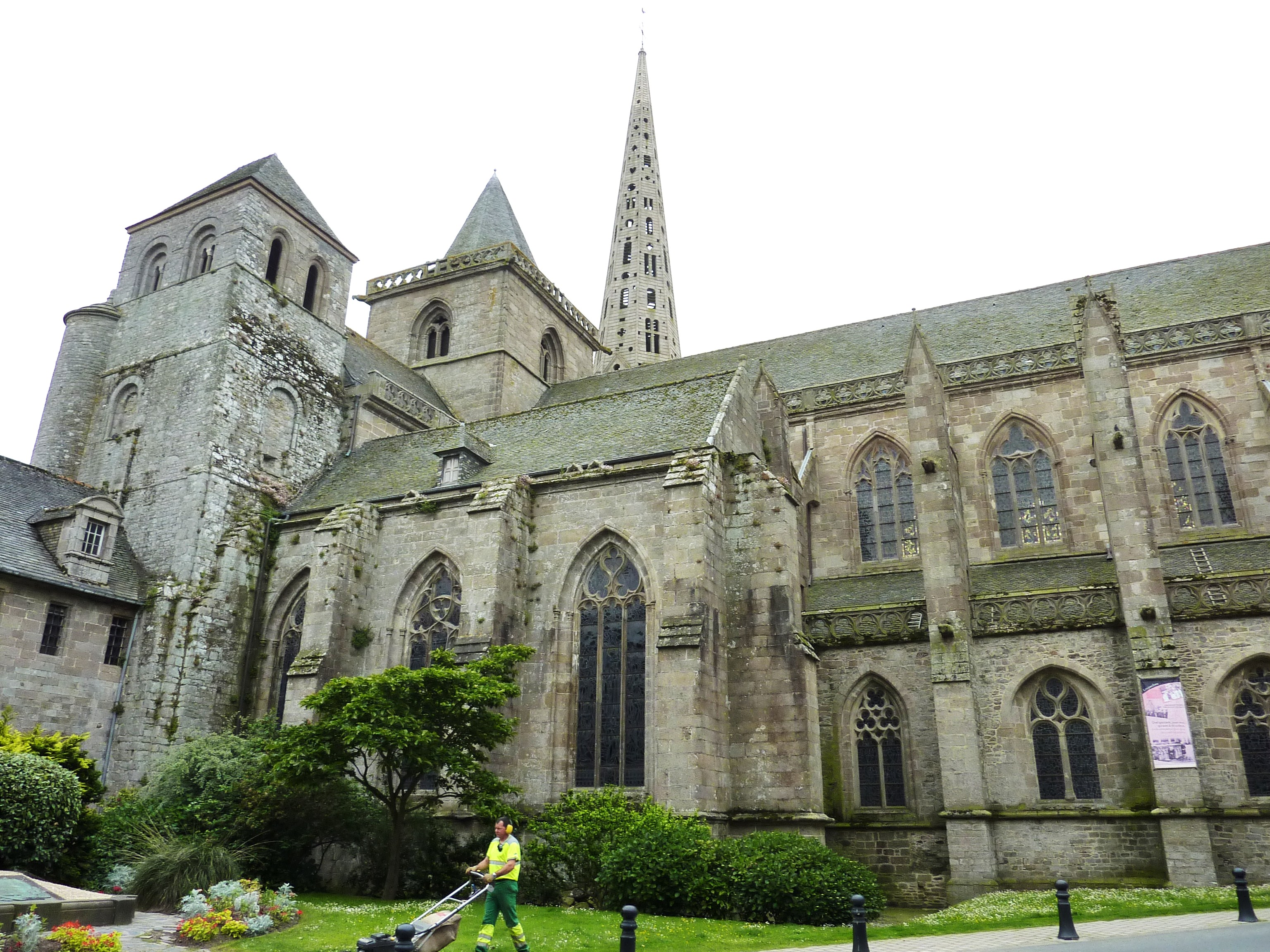
La chapelle de Jean V de Bretagne et le bas-côté nord de la nef.

Située à l'angle de la nef et du bras nord du transept, la chapelle funéraire fondée par le duc Jean V est composée de trois travées couvertes de voûtes quadripartites. On y accède depuis le bas-côté nord par de grandes arcades à pans coupés, mais aussi par une petite porte dans le mur ouest, plus tardive. Le mur nord est ouvert par de hautes fenêtres à trois lancettes et tympan d'architecture gothique à mouchettes, sauf la baie située la plus à l'ouest dont le remplage montre des quadrilobes effilés en pointe. La chapelle semble avoir remplacé une construction préexistante, car des arcades existaient dès avant la construction actuelle et les tailloirs qui les recevaient ont dû être partiellement bûchés pour permettre le lancement des voûtes.

##### Le tombeau de saint Yves et celui du duc Jean

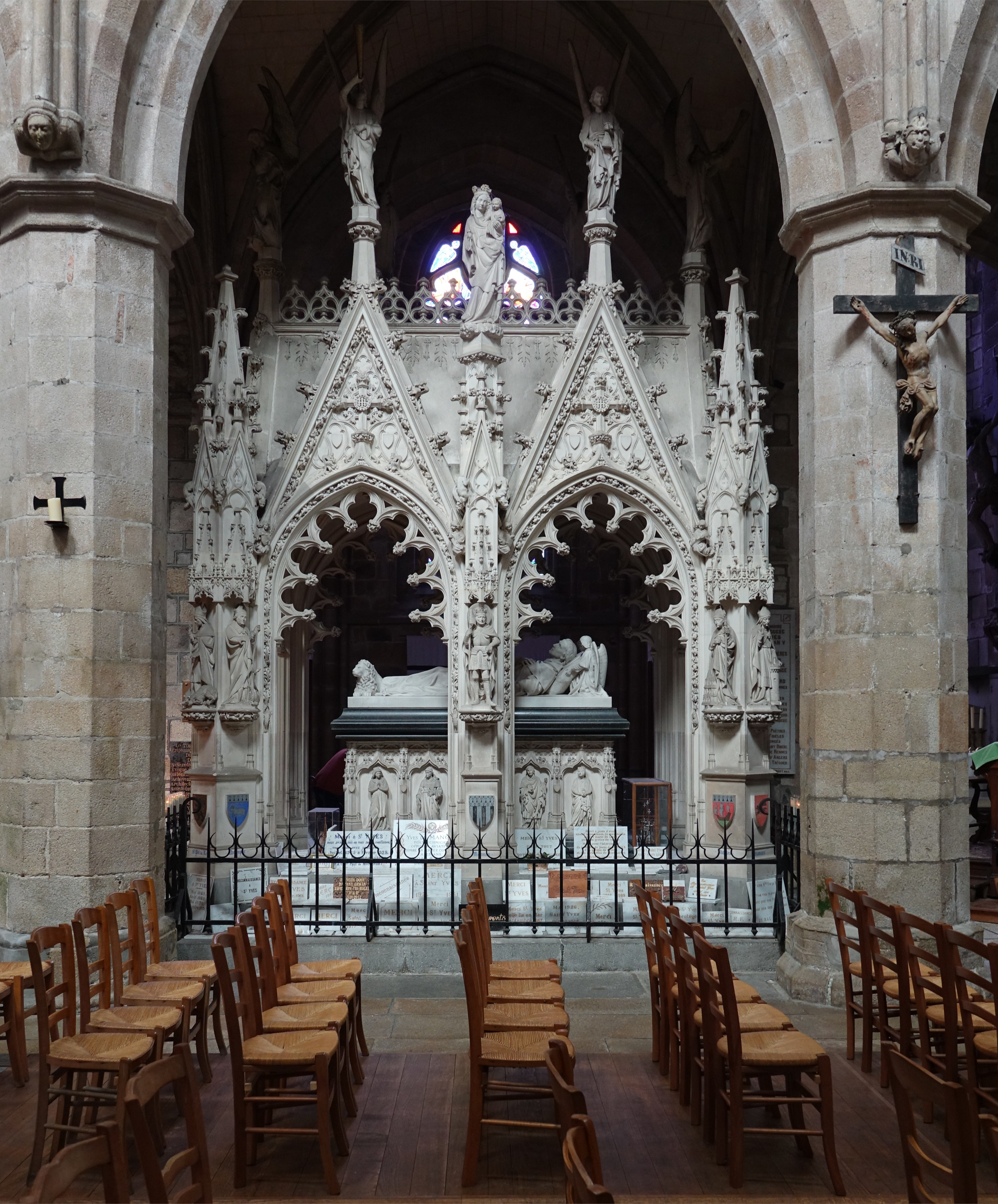
Le cénotaphe de saint Yves dans la cathédrale.

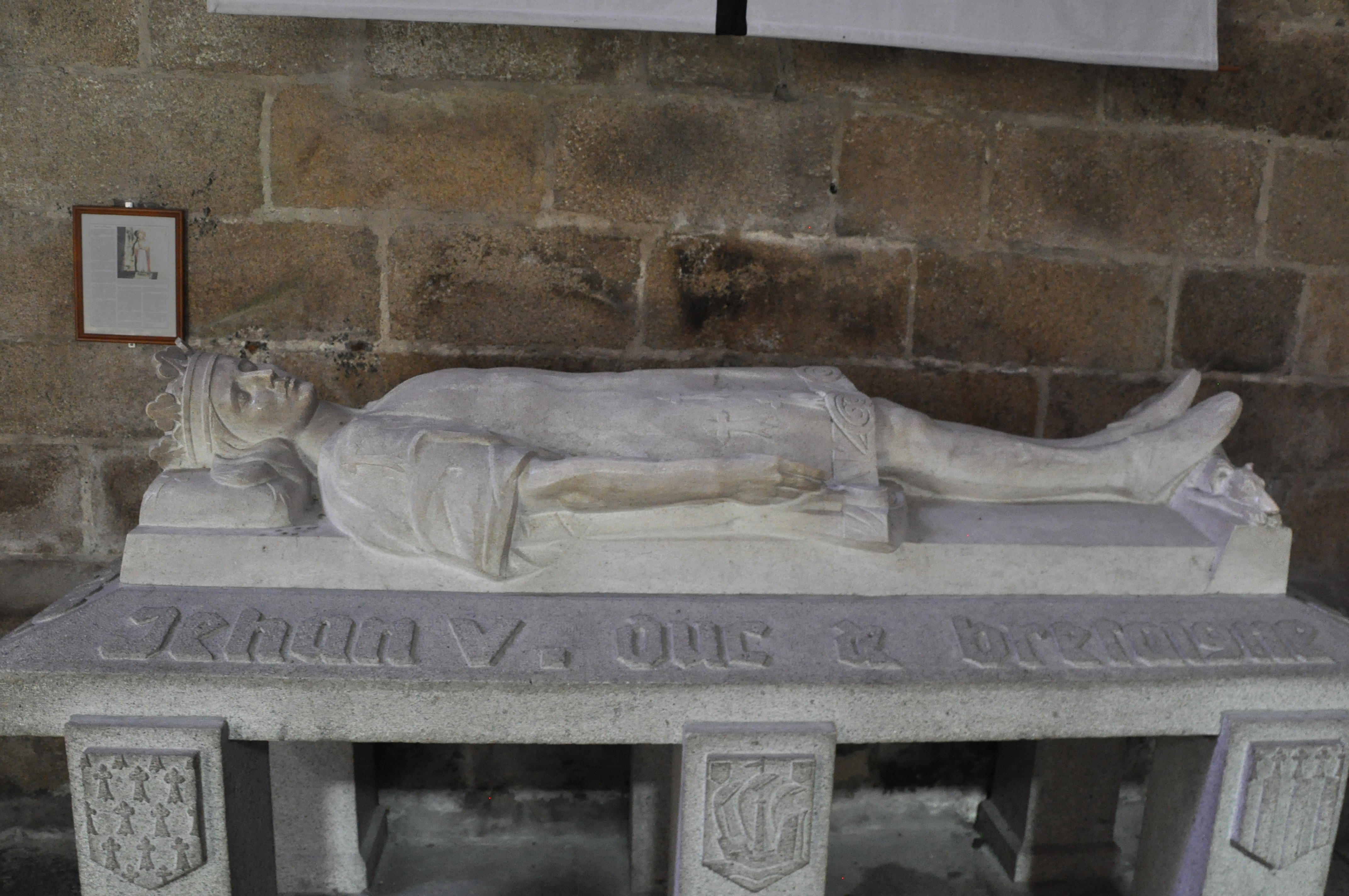
Gisant du duc Jean V de Bretagne.

On ignore ce que pouvait être le premier tombeau de saint Yves à la cathédrale de Tréguier. Il est remplacé au XVe siècle, aux frais du duc Jean V, par un tombeau monumental qui trouve place dans la chapelle ducale. Cet édicule nous est connu par les descriptions d'Albert le Grand et de dom Guy Alexis Lobineau, hagiographes de saint Yves à l'époque moderne : réalisé en pierre blanche, il comportait un gisant du saint surmonté d'un dôme porté par des colonnettes élégantes. Les parois du tombeau étaient sculptés de scène de bataille figurant les victoires du duc Jean IV de Bretagne sur Charles de Blois. L'ensemble était rehaussé d'ornements en argent doré. Ce tombeau participait d'une entreprise politique importante pour les ducs de Bretagne de la maison de Montfort : elle consistait à utiliser les dévotions populaires pour le saint trégorrois pour consolider leur légitimité, alors même que c'était la famille rivale des Penthièvre qui avait historiquement soutenu la canonisation de l'official de Tréguier.
Cet édicule, détruit en mai 1794 par le bataillon d'Étampes, est reconstruit entre 1886 et 1890 sous la forme du cénotaphe néogothique qui existe actuellement. Il est presque entièrement construit en pierre blanche de Chauvigny, à l'exception du socle du gisant, en granite breton, et de la statue elle-même, réalisée en marbre. Les angles et les piliers latéraux portent douze statues de saints bretons, venues remplacer en cours de projet le collège apostolique du dessein initial.
La chapelle, suivant sa vocation funéraire, abrite également le tombeau du duc Jean V, qui y a été enterré en 1451. La dalle funéraire est sculptée en granite rose.

### Le transept

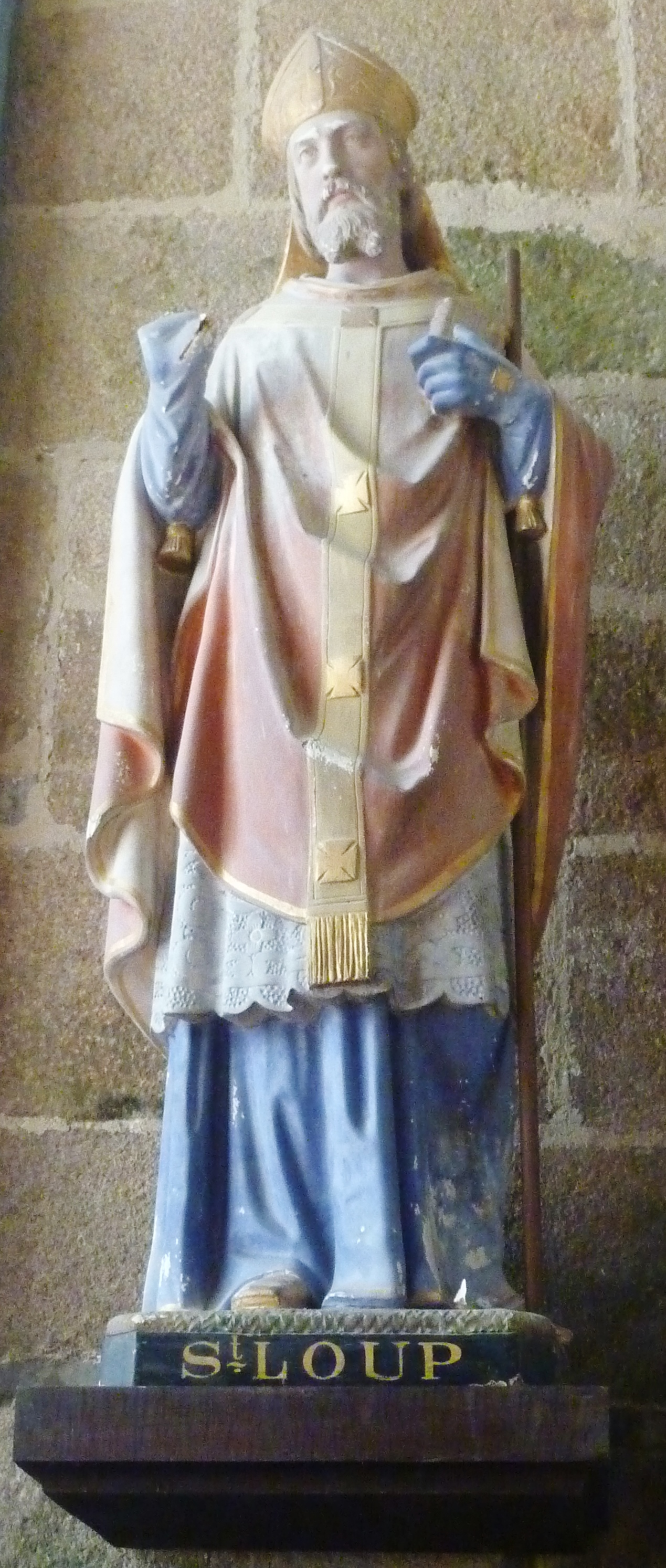
Statue de saint Loup.

Le transept est composé de part et d'autre de la croisée de deux travées au nord qui vont rejoindre le rez-de chaussée de la tour de Hastings et de trois travées au sud qui aboutissent à une tour appelée « tour des Cloches » et un porche. Limité dans sa longueur par la tour de Hastings, le transept est en revanche particulièrement large : 39,5 m. Les piles orientales de la croisée du transept, côté chevet, sont adossées directement à celui-ci ; en revanche, du côté de la nef, les piles occidentales ont conduit à une reprise de la dernière travée dont la profondeur est diminuée.
Cela a conduit à des modifications du triforium et au bouchage des galeries de circulation des fenêtres hautes, qui ont été retouchées et dotées d'un nouveau remplage presque flamboyant avec des mouchettes et des lancettes en accolade. La croisée du transept est surmontée par une tour, appelée tour du Sanctus, d'aspect massif et limitée à un seul étage. Il est probable qu'il était prévu d'y construire une flèche avant que celle-ci ne soit finalement bâtie sur le croisillon sud : du projet de cette flèche subsiste seulement le garde-corps.
Dans le bras sud du transept se trouve conservé un groupe en bois sculpté du XVIIe siècle représentant saint Yves entre le Riche et le Pauvre, découverte dans une ferme des environs de Tréguier à une date inconnue.

#### La tour des Cloches

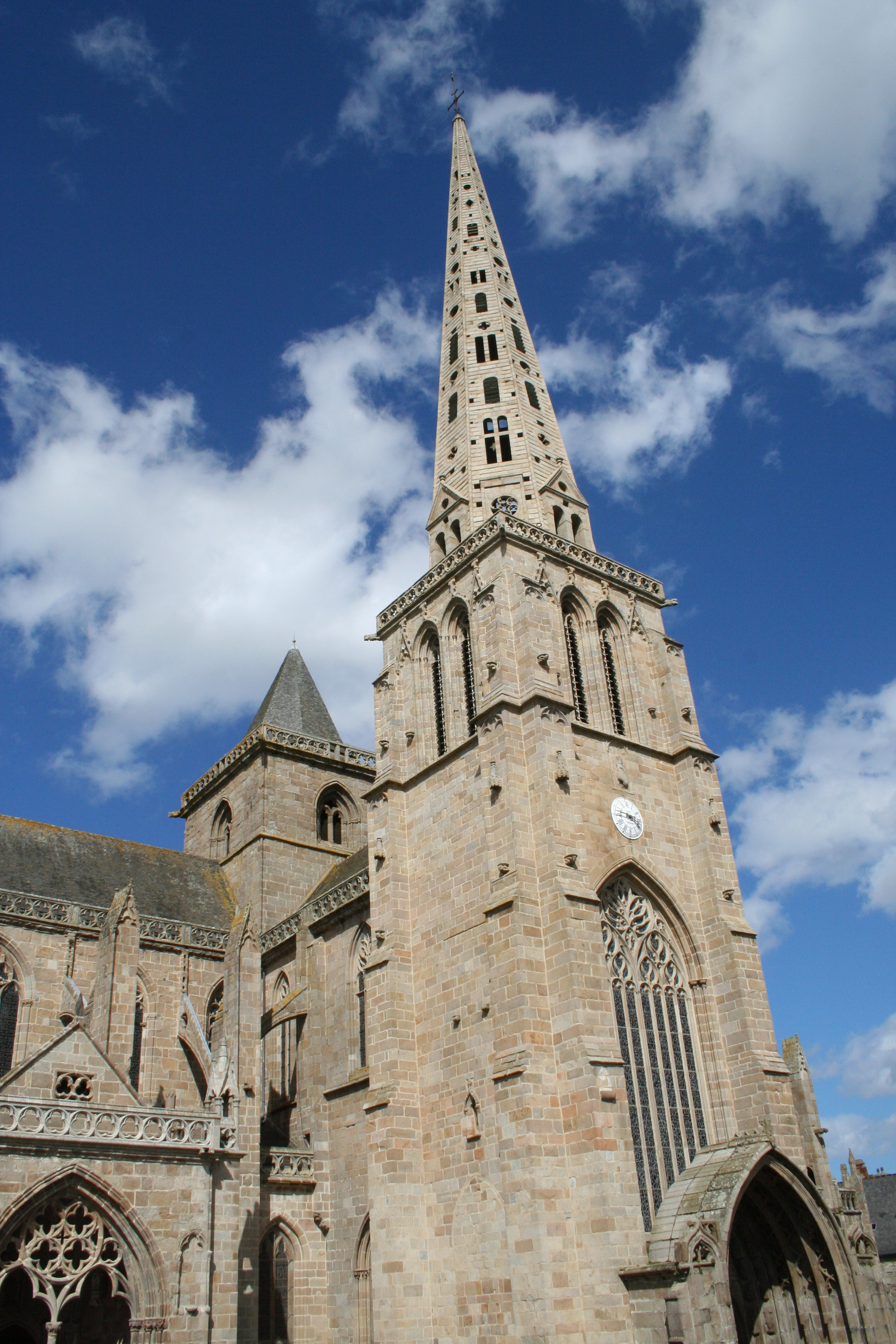
La tour des Cloches, avec à l'arrière-plan la Tour du Sanctus.

La tour des Cloches, à l'extrémité sud du transept, s'élève jusqu'à 63 m. Elle est précédée par un petit porche couvert d'une voûte en berceau au traitement particulièrement raffiné : au-devant de la voûte elle-même, tapissée d'un réseau de quadrilobes, un second réseau ajouré s'y superpose. Ce porche monumental méridional a un décor plus recherché que celui de la façade occidentale, ce qui indique que l'entrée principale se faisait par là et non par l'ouest, du moins à partir de sa construction. Le trumeau porte une statue de la Vierge à l'Enfant dite Notre-Dame de la Clarté. Le porche porte les armes de l'évêque Pierre Piédru. Au-dessus, la tour des Cloches, surmontée d'une haute flèche ajourée, est le point culminant de la cathédrale, à 63 m de hauteur. L'ensemble du porche, du bras de transept ouvert par une grande fenêtre et de la tour qui surmonte l'ensemble est particulièrement rare. Elle donne une importance particulière au front sud de la cathédrale. Le mur porte au-dessus de la grande fenêtre l'écu du duc Jean V, ce qui indique que son mécénat s'est exercé sur cette partie de la construction.
Dès 1420, la cathédrale disposait de plusieurs cloches : Jean V ordonne que la plus grosse d'entre elles soit sonnée trois fois avant chaque messe à la cathédrale après son décès, pour informer la population de l'heure des messes. En 1506, les chanoines passent commande à Jehan Kerbizien et Gilles Poulen d'une grosse cloche de 10 000 livres. Fendue dix ans plus tard, elle est refondue par Jacques Hurel. Vers la fin du XIXe siècle, la fonderie Cornille-Havard de Villedieu-les-Poêles fournit à la cathédrale une série de quatre cloches.
Cette tour est coiffée d'une flèche ajourée de cœurs, de carreaux et de trèfles. Elle est élevée de 1785 à 1787 grâce à une dotation de 20 000 livres prélevée par Louis XVI sur l'administration générale de la loterie royale, ce qui explique la présence de ces motifs de jeu de carte.

#### La tour de Hastings

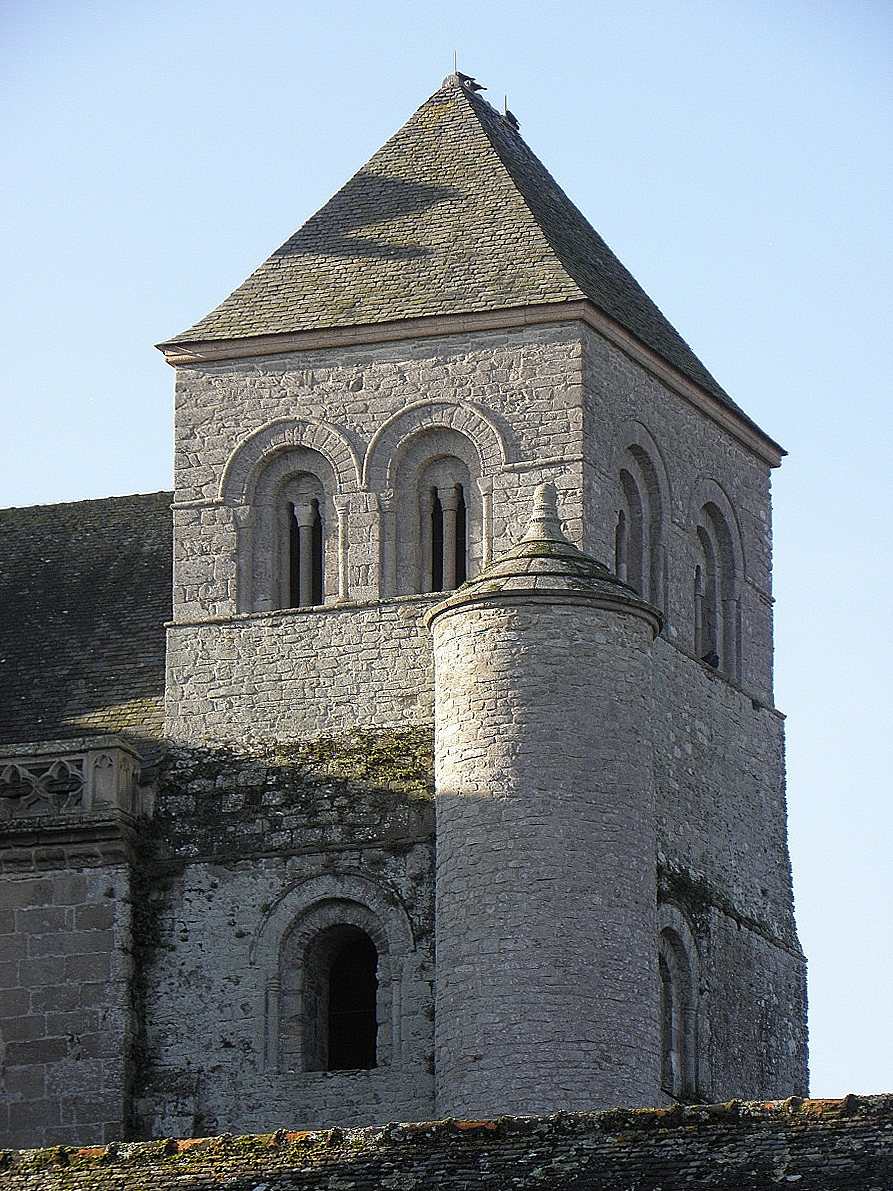
La tour de Hastings de la cathédrale de Tréguier.

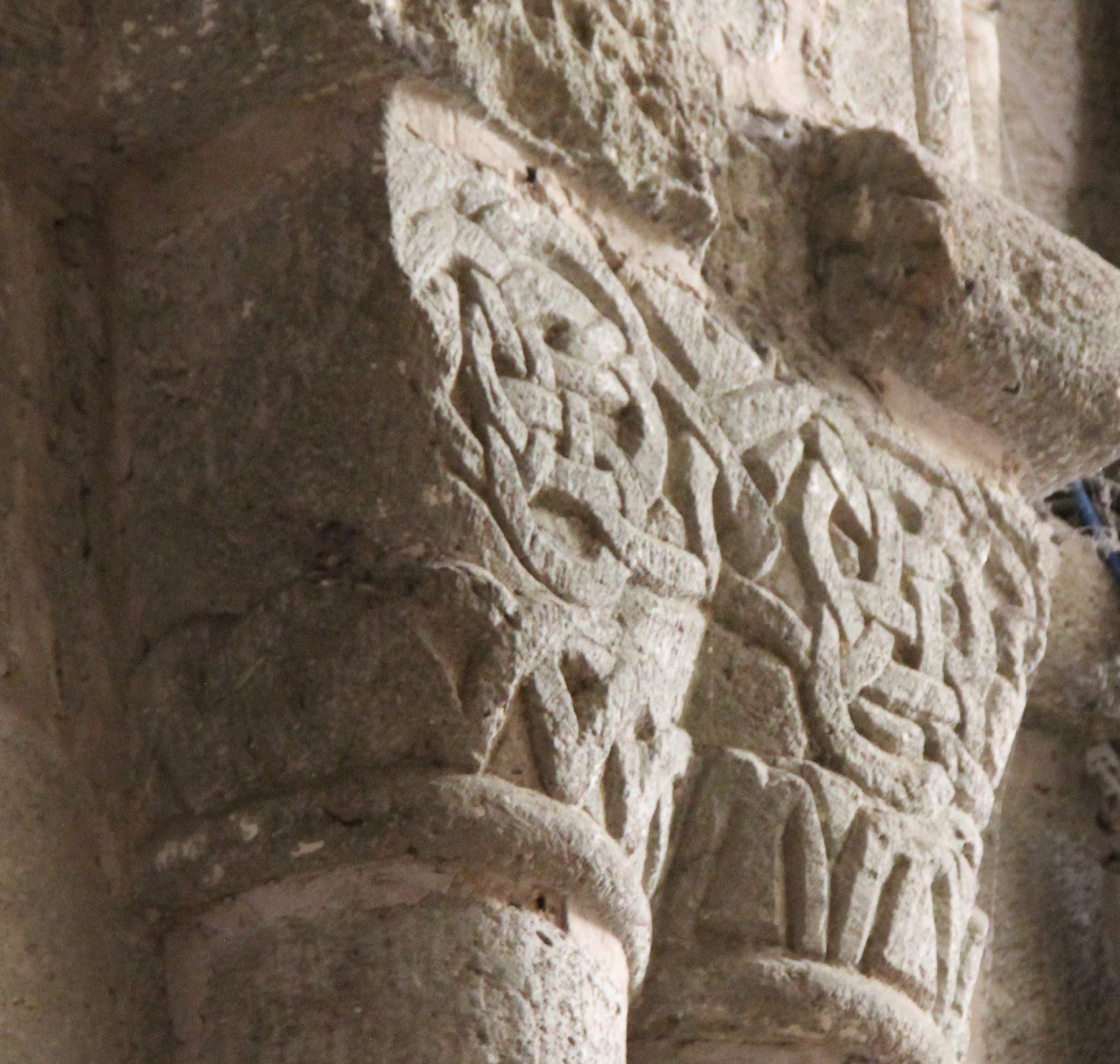
Motif celtique sur un chapiteau dans la tour de Hastings.

À l'extrémité du bras nord du transept se trouve la tour de Hastings ou Hasting (du nom d'un chef viking à qui la tradition attribue la destruction de Tréguier à la fin du IXe siècle, et non du célèbre Hasting), le dernier vestige de la cathédrale romane. Elle comporte quatre niveaux de hauteurs inégales. Le premier niveau est entièrement imbriqué dans les bâtiments qui l'entourent. Le deuxième est aveugle, mais les murs portent des traces d'ouvertures murées. Au-dessus, deux baies en plein cintre ouvrent chacune une des faces de la tour. L'une d'entre elles est partiellement murée.
Enfin, au quatrième niveau, deux baies percent chaque mur. Leurs dimensions varient d'un mur à l'autre ; sur les murs nord et est, elles prennent la forme d'une large arcade murale encadrant deux baies géminées. Au nord-est, une tourelle d'escalier permet d'accéder au différents étages. L'ensemble est réalisé dans un appareil irrégulier, mais dont la mise en œuvre est soignée. Il n'est pas taillé dans le calcaire de Caen comme cela était traditionnellement admis, mais dans un tuf volcanique blanchâtre proximal.
Le rez-de-chaussée de la tour de Hastings ouvre dans le bras nord du transept par deux arcades richement moulurées que portent une pile cantonnée surmontée de chapiteaux sculptés. Une frise décorative composée de six arcs surmonte l'ensemble. Derrière ces arcades, une voûte d'arêtes couvre l'étage. Au-dessus s'élèvent un autre étage voûté, puis deux niveaux charpentés desservis par l'escalier en vis qui occupe la tourelle nord-est.

##### Le trésor
L'escalier de la tour de Hastings donne accès à la salle du trésor de la cathédrale qui abrite notamment un grand chapier sculpté datant du XVIe siècle. La partie inférieure est constituée de tiroirs pivotants, qui accueillent les ornements sacerdotaux ; la partie supérieure, avec ses 24 panneaux sculptés, ouvre à quatre vantaux sur des tablettes.
Y sont conservés des ornements sacerdotaux dont certains sont anciens : une chape de damas violet du XXe siècle remployant des orfrois brodés au XVIe siècle ; une chape en satin ivoire brodée d'hermines en fils d'or, datée du XVIIIe siècle ; une chape damassée, brodée d'or et d'argent, réalisée au XVIIIe siècle ; enfin un ensemble comprenant chasuble, étole, manipule et voile de calice, brodés de fils d'argent sur fond vert et bleu pâle, également du XVIIIe siècle. S'y ajoutent divers objets d'orfèvrerie liturgique, ainsi qu'une page du bréviaire de saint Yves et des reliques de saint Yves et saint Tugdual, dont le crâne de saint Yves renfermé dans un reliquaire de vermeil.
Le trésor contient également une série de portraits des quatorze derniers évêques de Tréguier jusqu'à la Révolution française.

### Le chevet

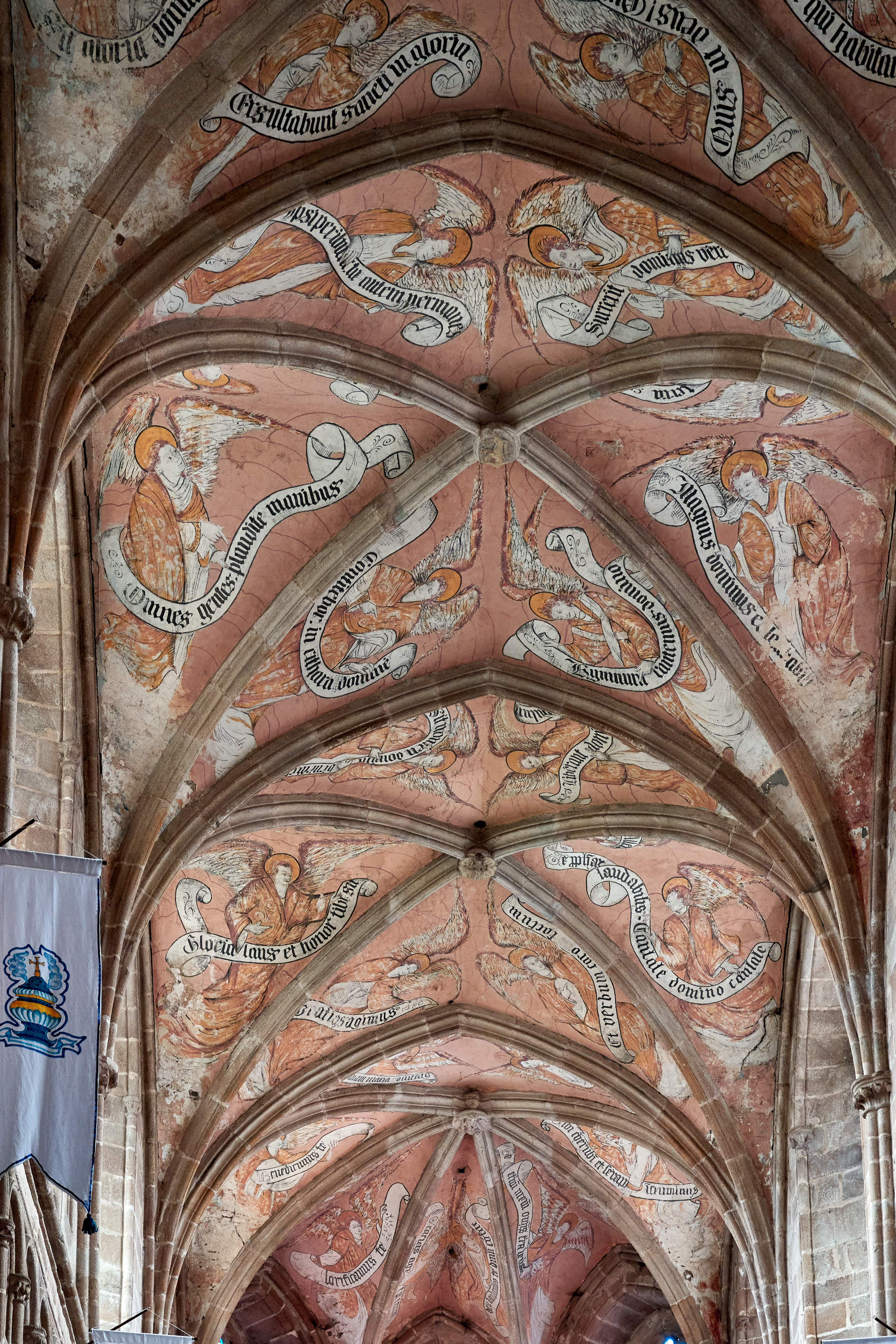
Chœur de la cathédrale de Tréguier - les voûtes peintes.

Le chevet de la cathédrale est conçu selon un plan à déambulatoire sur lequel s'ouvrent onze chapelles rayonnantes. Le chœur comprend trois travées sensiblement barlongues et un rond-point polygonal. Le schéma de l'élévation suit celui de la nef : grandes arcades, déambulatoire et fenêtres hautes avec système de passage mural. La hauteur sous voûte est comparable à celle de la nef, à 18 m de haut. Cependant, des détails diffèrent significativement : les arcs boutants sont conçus sur un modèle plus complexe, avec une culée intermédiaire et une culée extérieure ; le remplage des baies des chapelles droites prend la forme de roses dans le style rayonnant tardif.
Les piles du chevet, composées de huit ou douze colonnettes, est plus proche de celles de la nef de Notre-Dame de Guingamp que de celles de la nef ; le triforium doté d'un garde-corps quadrilobé, est inspiré du chevet de la collégiale de Lamballe, comme ceux de la nef de Guingamp et du chevet de la cathédrale de Saint-Brieuc. Les voûtes sont couvertes par des peintures du milieu du XVe siècle, dont la mise en œuvre a été financée par l'évêque Jean de Plouec. Représentant des anges tenant des phylactères en tons ocrés où sont écrits des textes liturgiques, elles donnent au chevet un aspect plus raffiné que la nef, plus austère.
La chapelle d'axe abrite une Vierge de Pitié en bois sculpté polychrome, datée du XVIe siècle.

#### Les stalles

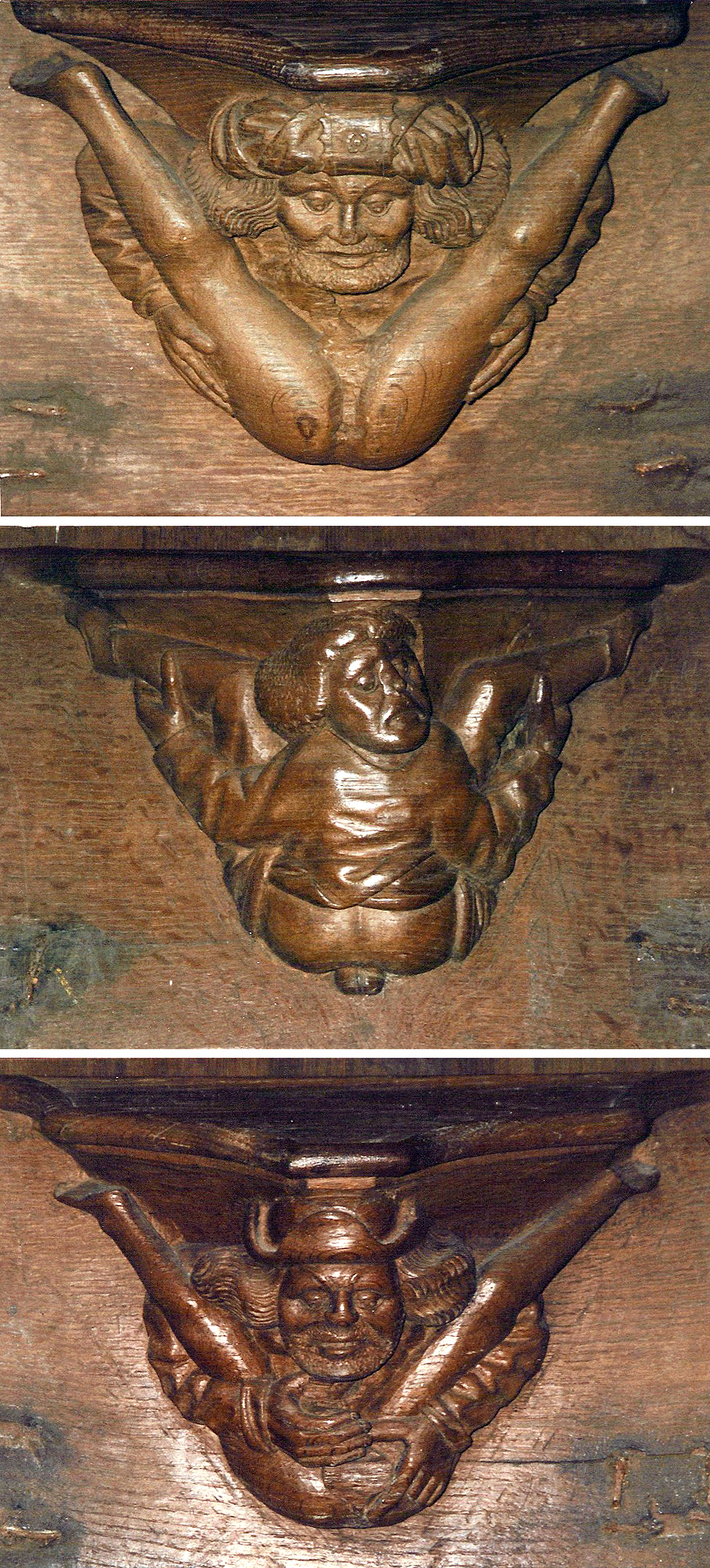
Trois miséricordes des stalles.

Le chœur abrite un ensemble de stalles de chêne sculptées entre 1509 et 1512 par deux menuisiers trégorrois, Tugdual Kergus et Gérard Dru. Le second est probablement originaire de la vallée du Rhin, ce qui se traduit dans sa production sculptée : les stalles de la cathédrale, mais également un retable du même édifice. Le contrat passé avec ces deux artisans par les chanoines est conservé aux archives départementales des Côtes d'Armor, ainsi que les comptes du chapitre qui indiquent que l'ouvrage était achevé en 1512, après la réfection de deux stalles jugées trop étroites.
L'ensemble est ensuite modifié au XVIIe siècle, dans l'esprit de la Réforme catholique : les dorsaux et les dais sont supprimés en même temps que le jubé, de même que les stalles en retour et des décors jugés peu conformes aux bonnes mœurs sont éliminés ou bûchés. Cachées chez des habitants de Tréguier par les chanoines à l'époque de la Révolution française, les stalles sont ainsi préservées de la destruction lors du saccage de l'édifice par le bataillon d'Étampes en mai 1794. Les stalles ne réintègrent la cathédrale qu'en 1801 ; leur disposition est ensuite modifiée une dernière fois en 1964–1966, lors de la construction d'un nouvel autel.
L'ensemble est composé de deux fois deux rangs de stalles, disposés de part et d'autre du chœur. Les stalles sont fixées au sol par des barres de fer boulonnées au revers. Elles sont en chêne. Des miséricordes sculptées représentent des personnages, des scènes fantastiques, des animaux ou des formes végétales. Certaines stalles portent en outre des graffiti, et les stalles basses gardent les traces des lutrins dont se servaient les chanoines.

#### Le maître-autel
Le chœur de la cathédrale contenait également l'autel majeur de l'édifice, avec une contretable en bois sculpté de la première moitié du XVIe siècle. Il est possible qu'il ait été réalisé par Gérard Dru, l'un des menuisiers des stalles : le style se rapprochait des ateliers allemands et montrait quelques points communs avec celui des stalles. Sept de ces hauts-reliefs avaient été réutilisés pour créer le nouvel autel en 1966 ; ils ont été volés en 1969 et n'ont pas été retrouvés. Ils représentaient les épisodes de la Passion du Christ : la Condamnation de Jésus, le Couronnement d'épines, le Portement de croix, la Crucifixion, la Descente de croix, la Mise au tombeau, la Résurrection.

#### Les vitraux

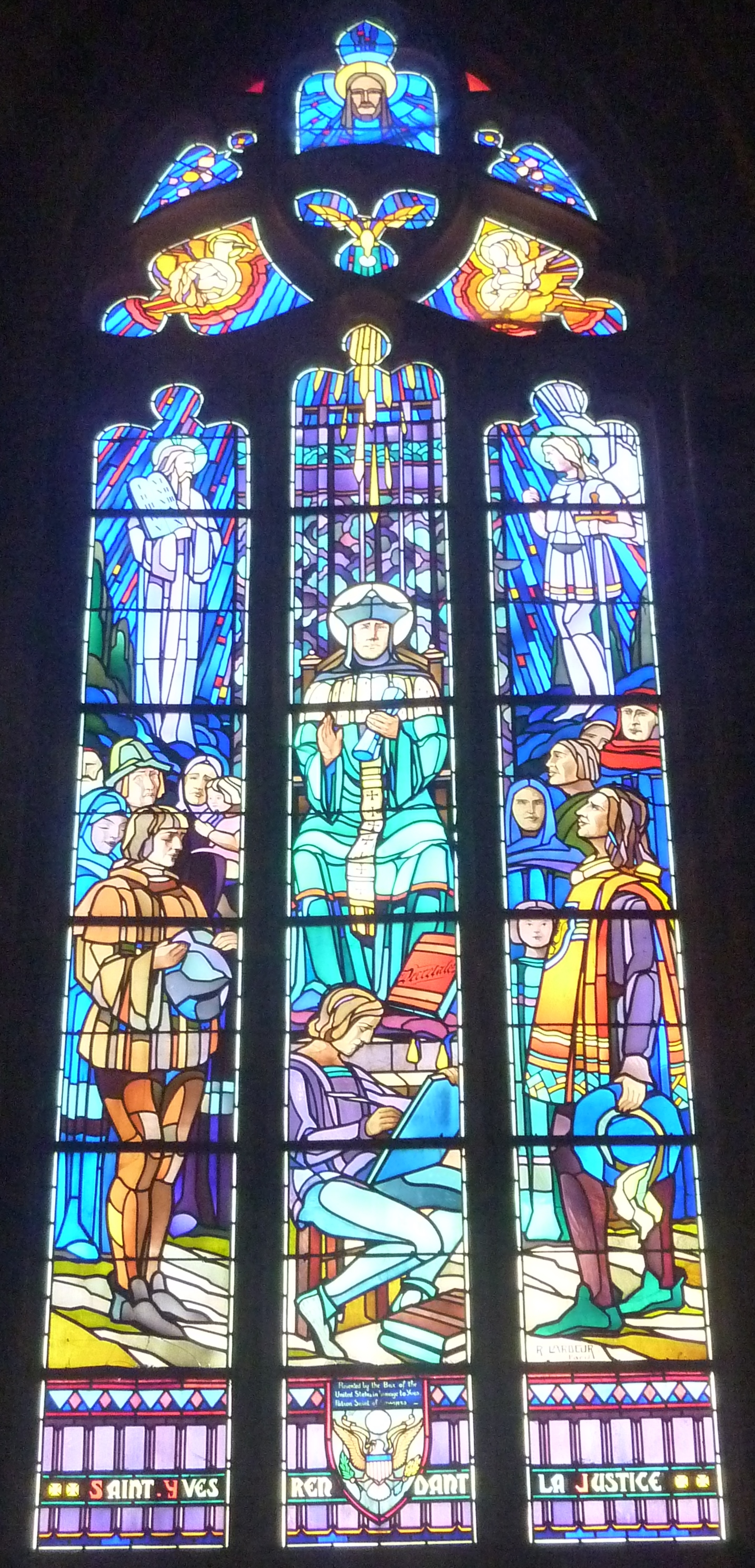
Cathédrale Saint-Tugdual : vitrail de saint Yves rendant la justice.

Au cours du XXe siècle, le maître verrier Hubert de Sainte-Marie réalise une grande part des vitraux de l'église, dont ceux du chœur.

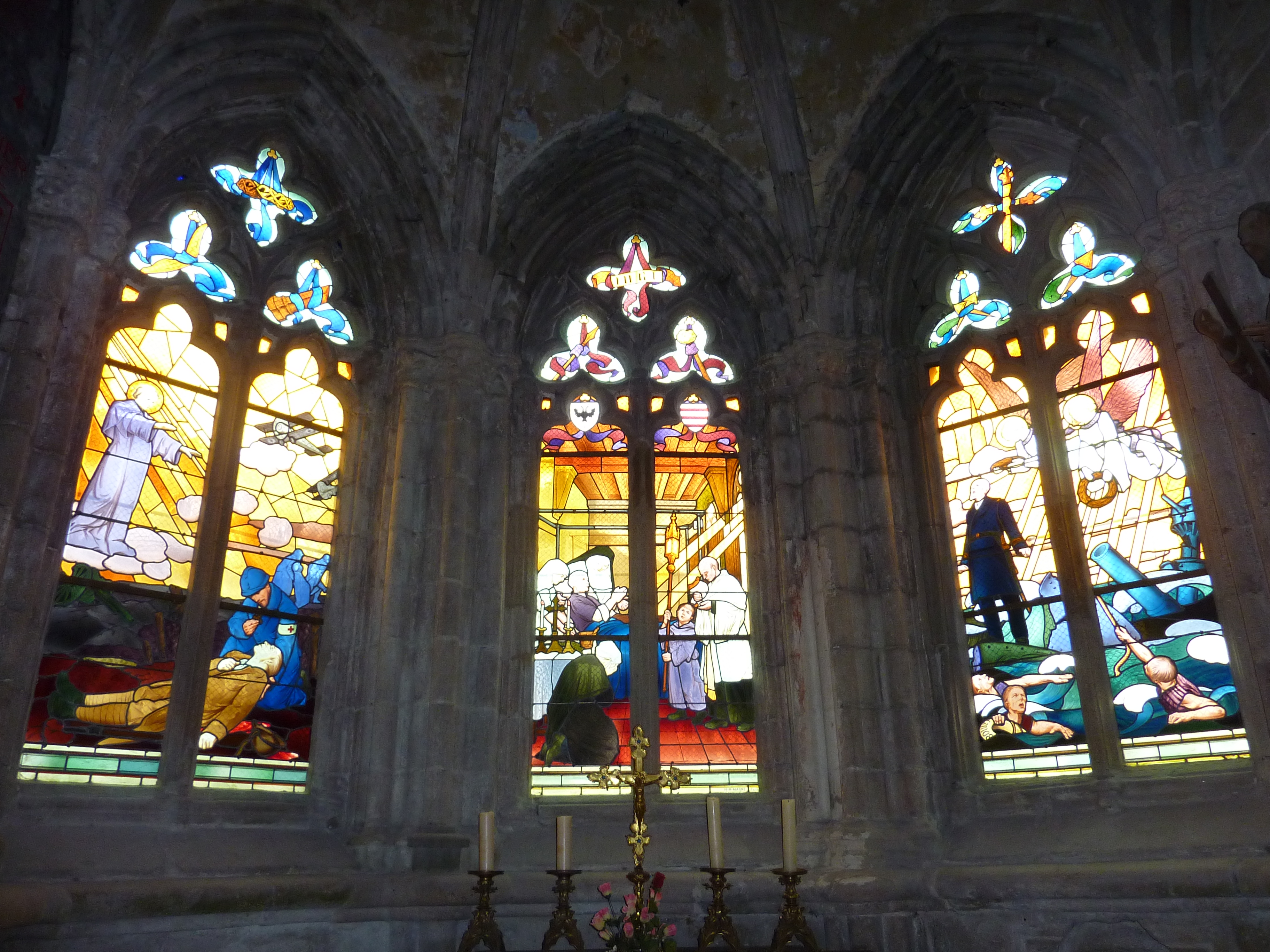
Vitraux du chœur de la cathédrale.

Le peintre Émile Daubé (1885–1961), réalisa également le vitrail de Saint Yves célébrant la Saint Messe, dont le dessin de 1930 est conservé aux archives des Côtes-d'Armor, de la même veine que celui de saint Yves rendant la justice, qui semble bien être de son œuvre.

### Le cloître

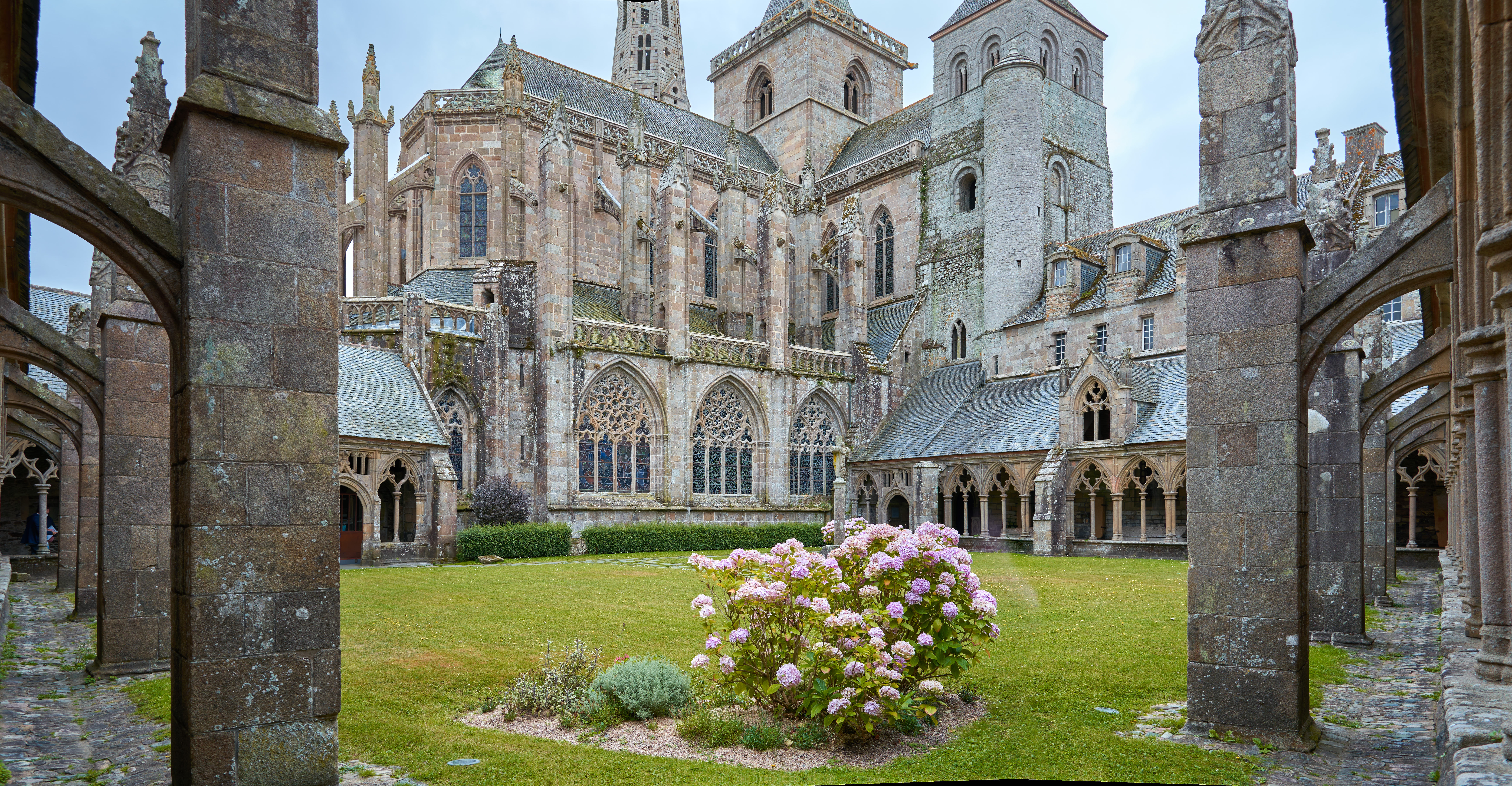
Le cloître dont les arcades sont renforcées par des contreforts avec arcs-boutants et pinacles à crochets.

Le cloître, situé au nord-est de la cathédrale, forme une galerie couverte d'un berceau en bois. Il possède deux accès : la tour de Hastings, du côté de la cathédrale, et une autre entrée indépendante du côté oriental. Il ne dessert en fait d'espace canonial que la salle capitulaire et n'était donc sans doute pas à l'usage unique des chanoines. Il était loué par eux pour faire office de marché couvert. Les arcatures sont décorés par des remplages à formes de trilobes et de quadrilobes conformes à ce que l'on trouve ailleurs dans l'édifice, de même que les colonnettes à chapiteaux unis. L'objectif était probablement d'assurer une unité esthétique avec le reste de la cathédrale, quitte à reprendre des formes archaïsantes. Elles sont cependant contrebalancées par une modénature très fine, ainsi que par la grande lucarne à claire-voie et les portes à imposte ajourée de la salle du chapitre.

#### Les tombeaux

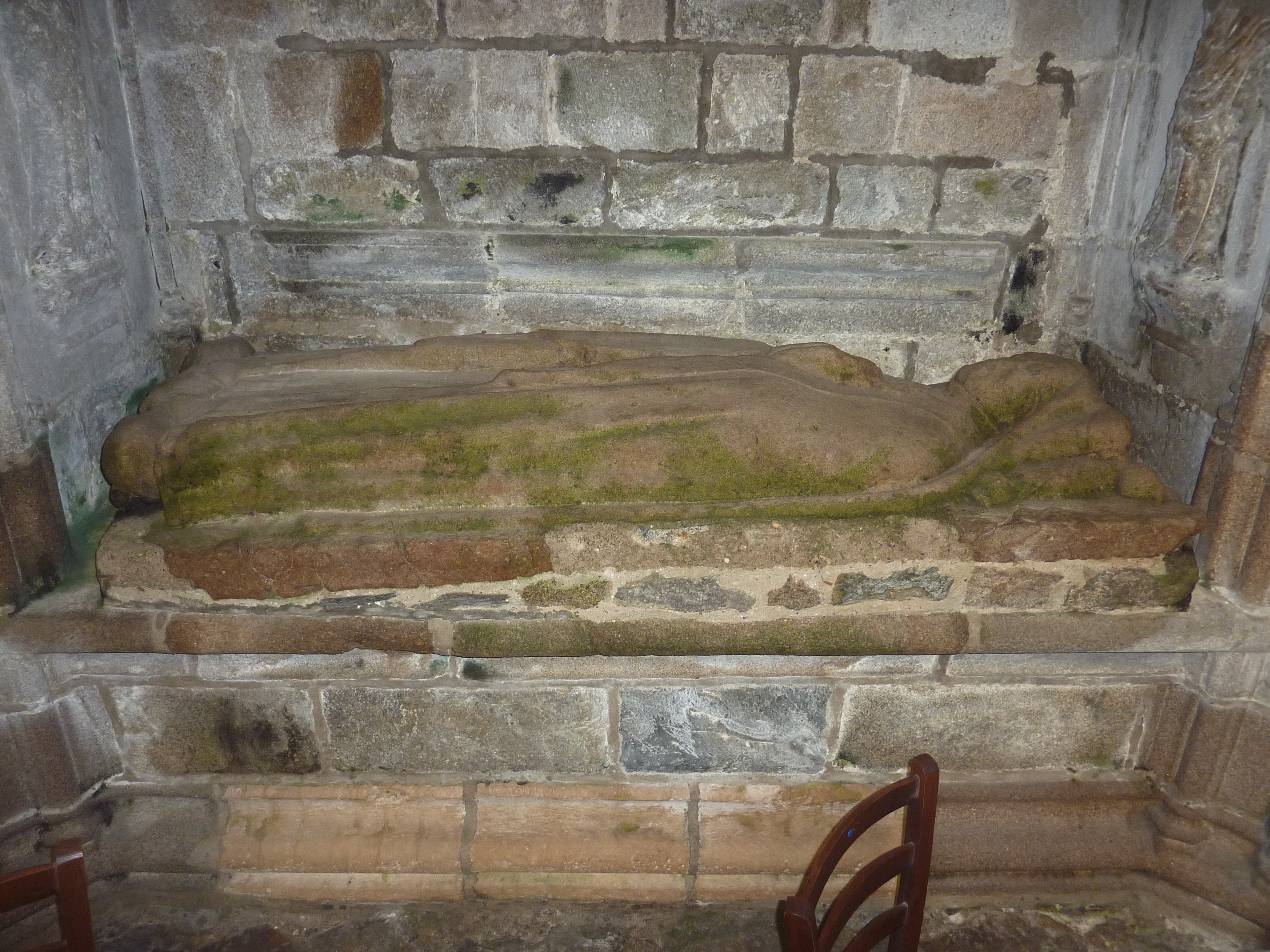
Enfeu de Jean de Lantillac, chanoine de Tréguier (1461).

On trouve dans la cathédrale de nombreux tombeaux et stèles funéraires de personnages importants de la région, provenant de la cathédrale ou de lieux alentour. La plupart sont conservés dans le cloître. Le plus ancien est un sarcophage du haut Moyen Âge, en granite. Plusieurs autres tombeaux sont également anonymes, notamment ceux de deux chevaliers inconnus, probablement réalisés au XVe siècle,, ainsi que celui d'un évêque de la même période.
Parmi les tombeaux dont on connaît le nom du défunt, le plus ancien est le gisant d'Alain de Vitré, dit Alain de Dinan, cofondateur de l'abbaye de Beaulieu et mort en 1197. On trouve également les tombeaux de plusieurs dignitaires ecclésiastiques, comme celui de Guillaume Eder, évêque de Saint-Brieuc du 15 mars 1428 à décembre 1431 et celui de son lointain successeur Hervé-Nicolas Thépault du Brignou, évêque de Saint-Brieuc du 7 mars 1745 au 26 janvier 1766, ainsi que ceux des chanoines de Saint-Brieuc Pierre de Chabucet, décédé vers 1473, et Louis ou Alain de Penmarch, mort au début du XVIe siècle.
Les sculptures funéraires de la cathédrale sont aussi consacrées à des notables laïcs : Jean de Troguindy, seigneur de Launay, mort au quatrième quart du XIVe siècle ; Guillaume Le Bigot, seigneur de La Villéalane au XVIe ou XVIIe siècle ; Fiacre Thepault, dame de Trézel, décédée le 17 octobre 1680 ; Françoise Mascé, décédée au XVIIe siècle.
Un certain nombre de tombeaux aujourd'hui à la cathédrale de Tréguier proviennent d'autres lieux. Ainsi, la dalle funéraire de G. Giembly, mort en 1340, proviendrait du prieuré Saint-Pierre de Matignon, ainsi que le gisant d'un prêtre inconnu de la deuxième moitié du XIVe siècle, découvert en 1863 dans le cimetière du village. Trois gisants de seigneurs de Rohan réalisés dans les années 1630–1650, proviennent de l'abbaye de Bon-Repos,,.
La cathédrale abrite également les tombeaux de plusieurs abbés de l'abbaye de Beaulieu, provenant de cette abbaye, de la première moitié du XIVe siècle, à la fin du XVe siècle ; ceux des abbés Guillaume Le Flo, décédé en juillet 1427, de Guillaume Boutier, décédé en 1467 et Guy Le Lionnais, également chanoine de Rennes. S'y ajoutent les tombeaux d'Éon Guillebert, seigneur de Carjégu et du Rost, sculpté entre 1450 et 1470, et de son épouse Jeanne Buchon, provenant sans doute d'Yffiniac, et enfin la dalle funéraire d'Eudon de La Roche, provenant de l'abbaye de Bégard.

## L'orgue

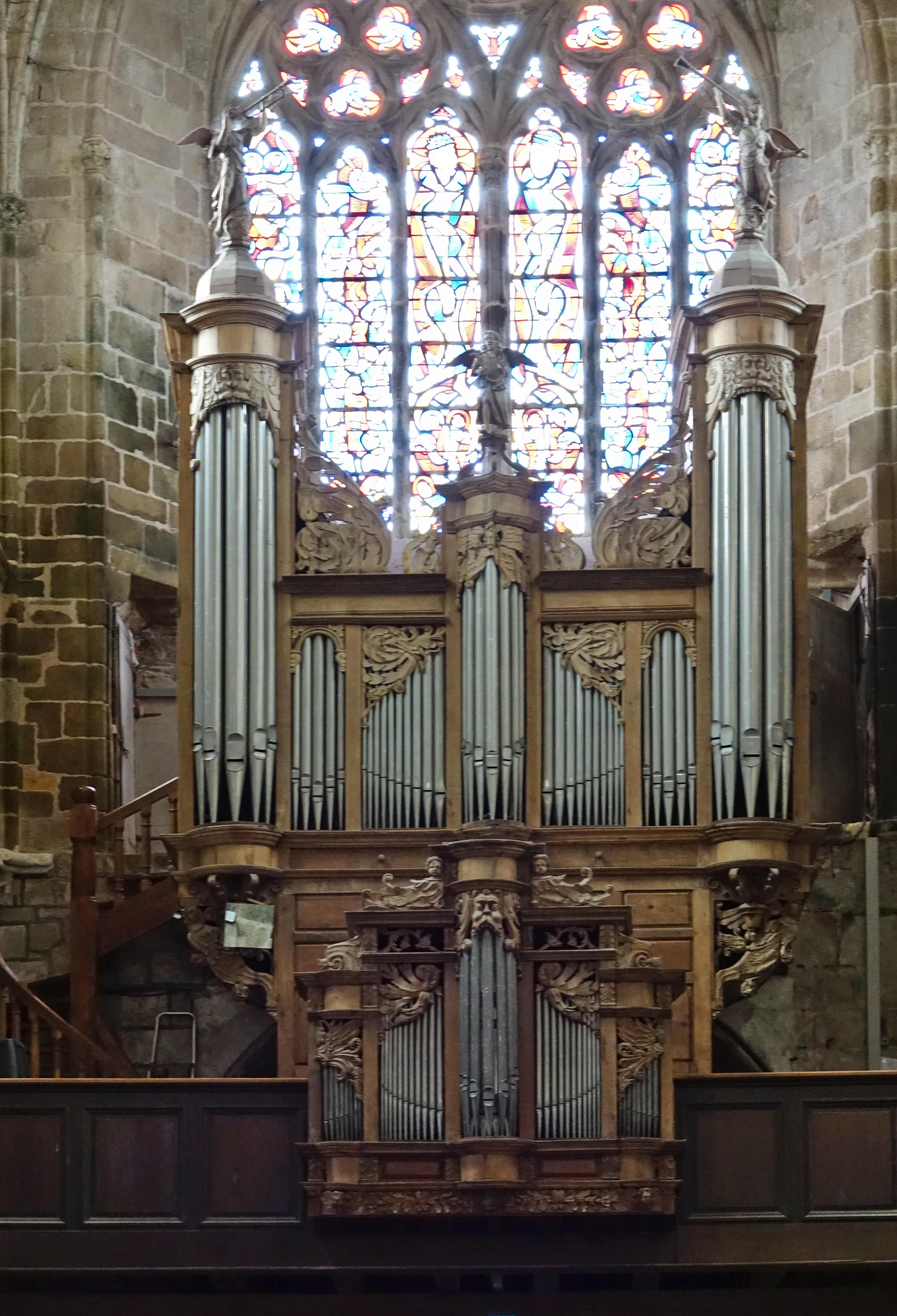
L'orgue de la cathédrale de Tréguier.

La cathédrale de Tréguier disposait déjà d'un orgue au XVe siècle. Un nouvel instrument est construit à partir de 1505 par Guillaume Guérin et Denis Le Roy, dans le transept nord. Il est à son tour remplacé en 1581 par le facteur d'orgues Jean Duchesne. Le nouvel orgue subit des réparations en 1599 puis 1602. À cet instrument s'ajoutait un orgue de jubé, dit orgue de saint Fiacre, connu par des travaux de restauration en 1619. Le grand orgue est de nouveau remplacé en 1629-1632, par le facteur rouennais Henri Vaignon. Cet instrument est détruit à la Révolution lors du sac du bâtiment par le bataillon d'Étampes. Dénuée d'orgue au début du XIXe siècle, la cathédrale achète en 1835 l'ancien orgue de l'abbaye de Bégard, où il avait été construit par Pierre Thuau en 1647–1649. L'instrument est réparé et déplacé au fond de la nef, son emplacement actuel, en 1835–1837 par Herland de Guerlesquin, puis de nouveau transformé en 1937 par l'entreprise strasbourgeoise Roethinger, qui électrifie la soufflerie. Enfin, l'instrument subit une restauration importante en 1989, qui reconstitue en partie l'orgue classique du XVIIe siècle. La composition de l'orgue est la suivante :
| I Positif de dos (48 notes) |         |
| Bourdon                     | 8'      |
| Montre                      | 4′      |
| Doublette                   | 2'      |
| Nasard                      | 2'23'   |
| Flageolet                   | 1'      |
| Tierce sixtée               | 2 rangs |
| Cornet                      | 3 rangs |
| Fourniture                  | 3 rangs |
| Cymbale                     | 2 rangs |
| Cormone                     | 8'      |

| II Grand orgue (48 notes) |         |
| Montre                    | 8′      |
| Bourdon                   | 8′      |
| Prestant                  | 4′      |
| Quintadine                | 4'      |
| Doublette                 | 2'      |
| Quarte                    | 2'      |
| Nasard                    | 2 2/3   |
| Tierce                    | 1 3/5'  |
| Larigot                   | 1 1/3   |
| Cornet                    | 5 rangs |
| Fourniture                | 4 rangs |
| Cymbale                   | 3 rangs |
| Trompette                 | 8'      |
| Clairon                   | 4'      |
| Voix humaine              | 8'      |

| III Récit (réservé, 24 notes) |                |
| Cornet                        | 5 rangs (G.0.) |

| Pédale (29 notes) |     |
| Soubasse          | 16' |
| Flûte             | 8'  |
| Trompette         | 8'  |

Le buffet est classé monument historique depuis 1972.

## Les cloches
Le clocher abrite une sonnerie de 5 cloches :
- Tugdual (bourdon) : Si 2 - 2 100 kg, fondu en 1852 par Briens père et Fils, fondeurs à Morlaix ;
- Yves : Do # 3 - 1 720 kg, fondu en 1886 par Adolphe Havard, fondeur à Villedieu-les-Poêles ;
- Sacré-Cœur : Ré # 3 - 1 110 kg, fondu en 1886 par Adolphe Havard, fondeur à Villedieu-les-Poêles ;
- Notre-Dame : Mi 3 - 920 kg, fondue en 1886 par Adolphe Havard, fondeur à Villedieu-les-Poêles ;
- Balthazar : Fa # 3 - 640 kg, fondu en 1886 par Adolphe Havard, fondeur à Villedieu-les-Poêles.